# Лауреаты Государственной премии СССР в области науки и техники (1967—1975)
Список лауреатов Государственной премии СССР в области науки и техники в период с 1967 по 1975 год.

## 1967

### В области науки
1. Алексеевский, Николай Евгеньевич, ч.-к. АН СССР, зав. лабораторией ИФПАН имени С. И. Вавилова; Гайдуков, Юрий Павлович, ст. н. с. МГУ имени М. В. Ломоносова, — за цикл работ по экспериментальным исследованиям гальваномагнитных свойств металлов
2. Гапонов-Грехов, Андрей Викторович, ч.-к. АН СССР, зам. директора; Флягин, Валерий Александрович, зав. лабораторией.; Антаков, Игорь Иванович, Юлпатов, Валерий Константинович, ведущие инженеры НИРФИ при ГГУ имени Н. И. Лобачевского; Петелин, Михаил Иванович, ст. преподаватель ГГУ имени Н. И. Лобачевского, — за теоретическое и экспериментальное исследование индуцированного циклотронного излучения, приведшее к созданию нового класса электронных приборов — мазеров на циклотронном резонансе (МЦР)
3. Бабенко, Константин Иванович, руководитель работы, зав. отделом, Русанов, Виктор Владимирович, зам. дир. ИПМАН; Воскресенский, Георгий Павлович, нач. отдела, Любимов, Александр Николаевич, ст. н. с. НИИ, — за научный труд «Пространственное обтекание гладких тел идеальным газом» (1964)
4. Витушкин, Анатолий Георгиевич, ст. н. с. МИАН имени В. А. Стеклова, — за цикл работ по вариациям множеств и их применениям в оценках сложности алгоритмов
5. Власов, Кузьма Алексеевич, ч.-к. АН СССР, руководитель работы; Бородин, Лев Сергеевич, Иванов, Владимир Васильевич, Сердюченко, Дмитрий Петрович, Кузьменко, Мария Васильевна, зав. отделами, Еськова, Евдокия Михайловна, Великий, Александр Семёнович, Тихоненкова, Раиса Петровна, ст. н. с., Семёнов, Евгений Иванович, зав. лабораторией, Синдеева, Нина Дмитриевна, бывшая зав. отделом ИМГКРM АН СССР и МГ СССР: Холодов, Владимир Николаевич, ст. н. с. ГИАН, — за 3-томную монографию «Геохимия, минералогия и генетические типы месторождений редких металлов»
6. Гиляров, Меркурий Сергеевич, ч.-к. АН СССР, зав. лабораторией ИЭМЖАН имени А. Н. Северцова, — за научные труды «Зоологический метод диагностики почв» и «Определитель обитающих в почве личинок насекомых» (1964—1965)
7. Юдахин, Константин Кузьмич, академик АН Киргизской ССР, профессор КГУ, — за научный труд «Киргизско-русский словарь» (1965)
8. Волобуев, Владимир Родионович, академик, академик-секретарь отделения АН Азербайджанской ССР, — за научные труды «Почвы и климат» (1953), «Эколого-генетический анализ почвенного покрова Азербайджана» (1962) и «Экология почв» (1963)
9. Виноградова, Татьяна Павловна, зав. отделом ЦИТО МЗ СССР, Русаков, Арсений Васильевич, д. м. н., — за научные труды в области физиологии и патологии костной системы
10. Зильбер, Лев Александрович, д. ч. АМН СССР; Свет-Молдавский, Георгий Яковлевич, зав. лабораторией ИЭКО АМН СССР, — за открытие патогенности вируса куриной саркомы Рауса для других классов животных (цикл работ 1957—1966)

### В области техники
1. Блинников, Илья Иннокентьевич, ст. геолог отдела; Рябенко, Виктор Ефимович, нач., Тумольский, Леонид Михайлович, гл. геолог управления; Щербаков, Александр Фёдорович, гл. геолог партии; Шамес, Пётр Иосифович, гл. геолог экспедиции; работники Иркутского геологического управления; Сухомазов, Илья Данилович, инженер-геолог, — за открытие, разведку и оценку Савинского месторождения магнезита
2. Невинных, Василий Алексеевич, н. с. Краснодарского НИИСХ; Сенченко, Григорий Иванович, директор ВНИИЛК МСХ СССР, — за выведение и внедрение в производство высокоурожайных сортов конопли и кенафа
3. Аносов, Фёдор Васильевич, нач. лаборатории, Гайцхоки, Самуил Исерович, нач. участка, Щёголев, Глеб Степанович, гл. конструктор, Грановский, Семён Абрамович, Малышев, Владимир Михайлович, зам. гл. конструктора, работники ЛМЗ имени XXII съезда КПСС; Затовский, Николай Васильевич, гл. инженер Братского монтажного участка треста «Спецгидроэнергомонтаж», Линючев, Валентин Алексеевич, нач. отдела ВПИНИ «Гидропроект» имени С. Я. Жука; Соколов, Николай Анатольевич, зав. бюро ЦНИИТМАШ, — за создание сверхмощных радиально-осевых турбин Братской ГЭС
4. Строганов, Константин Васильевич, гл. инженер; гл. инженер, Бойко, Александр Трофимович, зам. гл. инженера, Кригер, Анатолий Маврикиевич, гл. конструктор, Феста, Георгий Александрович, Михайлов, Григорий Георгиевич, зам. гл. конструктора, Сосков, Борис Яковлевич, нач. КБ, Матеров, Георгий Алексеевич, зам. нач. цеха, Калашников, Сергей Никифорович, Наерман, Моисей Соломонович, нач. центральных лабораторий, Сагалович, Юрий Наумович, нач. отдела, Алексеев, Владимир Николаевич, нач. проектного управления Московского автомобильного завода имени И. А. Лихачёва; Поляков, Василий Васильевич, директор Московского карбюраторного завода, — за создание конструкции семейства грузовых автомобилей «ЗИЛ-130» большой производительности, долговечности и современного массового высокоавтоматизированного их производства
5. Русинов, Михаил Михайлович, зав. кафедрой, руководитель работы, Иванов, Пётр Дмитриевич, ст. н. с., Лившиц, Эммануил Маркович, гл. конструктор ОКБ ЛИТМО; Антонов, Александр Тихонович, нач. отдела, Каплан, Нина Александровна, ст. инженер ВНИИТ, — за создание, исследование и внедрение комплекса оптических систем для работы в жидких средах
6. Емельянов, Виталий Алексеевич, гл. инженер, Максимова, Надежда Тимофеевна, ведущий инженер, Фролов, Павел Николаевич, ведущий конструктор Ленинградского филиала ВНИИЭМ; Иванов, Николай Павлович, Мозалевский, Анатолий Васильевич, ген. директор, Каплан, Моисей Яковлевич, нач. группы, Прутковский, Самуил Александрович, нач. бюро, Лютер, Роберт Андреевич, зам. гл. конструктора, Цибульский, Евстафий Иванович, нач. производства, Ипатов, Павел Михайлович, бывший гл. инженер ЛЭМО «Электросила» имени С. М. Кирова; Школьников, Николай Иосифович, гл. инженер завода «Сибэлектротяжмаш», — за создание гидрогенераторов для Братской ГЭС
7. Чиликин, Михаил Григорьевич, руководитель работы, ректор, Ивоботенко, Борис Алексеевич, ст. н. с., Сиротин, Артемий Афанасьевич, доцент МЭИ; Ратмиров, Валерий Аркадьевич, с. н. с., Зусман, Владимир Григорьевич, руководитель отдела ЭНИМС; Филатов, Алексей Сергеевич, нач. отдела ВНИПКИММ; Кобринский, Арон Ефимович, зав. лабораторией ГНИИМ; Васильев, Юрий Константинович, зав. лабораторией ИА МПСАСУ СССР; Минкин, Марк Моисеевич, нач. КБ, Рыбаков, Валентин Семёнович, гл. конструктор ОКБ, Лодочников, Эвальд Акимович, гл. конструктор ГНИЭТИ, — за создание и внедрение в промышленность элементов и систем дискретного привода с шаговыми двигателями
8. Абморшев, Валентин Иванович, бывший гл. конструктор комбайнов; Германов Вадим Евгеньевич, гл. конструктор проекта ЦНИПКИПШС, Симаковский, Георгий Васильевич, гл. инженер, Благовещенский, Рим Викторович, руководитель группы, Ноздрин, Пётр Филимонович, нач., Крутилин, Владимир Иванович, гл. инженер КБ, работники Копейского МСЗ имени С. М. Кирова; Ключников, Иван Иванович, гл. конструктор проекта, Лоханин, Константин Анатольевич, нач. отдела, сотрудники ГПКЭИУМС; Кущанов, Гумар Кущанович, директор, Бреннер, Владимир Александрович, зам. директора, Юдин, Николай Петрович, нач. отдела, Шманев, Александр Никанорович, гл. конструктор проекта, работники Карагандинского института «Гипроуглегормаш», — за создание конструкций и освоение промышленного производства проходческих комбайнов типов «ПК» и «Караганда»
9. Богатырёв, Владимир Петрович, гл. инженер комбината «Кузбассуголь», руководитель работы; Нурок, Григорий Аркадьевич, профессор, Чаплин, Борис Николаевич, доцент, Медников, Николай Николаевич, ст. инженер, сотрудники МГИ; Литвин, Иван Фёдорович, Николаев, Константин Иванович, Митин, Леонид Алексеевич, нач. участков, Мартынов, Иван Николаевич, машинист землесоса, Баданин, Георгий Андреевич, механик участка Бачатчкого угольного карьера; Линденау, Николай Иванович, директор Восточного НИИ по безопасности работ в горной промышленности; Данильчук, Павел Андреевич, машинист землесоса Краснобродского угольного карьера, — за разработку и широкое внедрение новой технологии открытой добычи угля с применением гидравлических способов работ в сложных геологических и климатических условиях Кузбасса
10. Грищук, Иван Яковлевич, директор Института «Южгипроруда» МЧМ СССР; Фидель, Рувим Абрамович, гл. инженер, Писанец, Евгений Петрович, гл. гидрогеолог, Попов, Андрей Григорьевич, бывший гл. инженер Лебединского рудоуправления; Шифрин, Иосиф Исаакович, директор ГПИ «Центрогипроруда»; Борисов, Сергей Фёдорович, зам. директора, Полежаева, Серафима Ивановна, зав. лабораторией НИИКМА имени Л. Д. Шевякова; Копейко, Василий Яковлевич, нач. ГУ ММССР СССР, Моргулис, Моисей Лазаревич, гл. инженер ПИ «Фундаментпроект», Багдасарьянц, Георгий Степанович, гл. инженер треста по осушению шахт и разрезов «Союзшахтосушение»; Кислов, Василий Михайлович, гл. инженер управления Курско-Белгородского округа Госгортехнадзора СССР, — за создание и освоение методов разработки Лебединского железорудного месторождения КМА в сложных горногеологических условиях
11. Быков, Владимир Александрович, Калашникова, Милица Ивановна, нач. КБ УЗТМ имени С. Орджоникидзе; Макаев, Сергей Владимирович, директор, Винокуров, Израиль Яковлевич, нач. цеха, Рабинович, Дора Моисеевна, нач. лаборатории, Губерт, Станислав Владимирович, бывший нач. цеха НТМК имени В. И. Ленина; Раузин, Яков Рафаилович, руководитель лаборатории, Власов, Владимир Иванович, руководитель отделения ВНИИЖДТ; Грдина, Юрий Вячеславович, зав. кафедрой СМИ имени С. Орджоникидзе; Ершов, Илья Семёнович, гл. конструктор отдела УрГИПМЗ; Капорцев, Николай Васильевич, ст. инженер отдела МПС СССР; Сухов, Иван Иванович, гл. теплотехник отдела ГСИ, — за разработку технологии, создание оборудования и внедрение в производство термической обработки ж/д рельсов
12. Левин, Лев Яковлевич, бывший зам. гл. инженера, Ванчиков, Владимир Алексеевич, гл. инженер, Антонов, Владимир Михайлович, зам. гл. инженера, Гнездилов, Илья Григорьевич, зам. гл. механика, Кайлов, Валентин Дмитриевич, зам. нач. цеха, Курдюмов, Георгий Степанович, ст. газовщик цеха, Аверьянов, Борис Сергеевич, ст. горновой доменной печи, Корегин, Авенир Васильевич, Ященко, Борис Фёдорович, мастера доменной печи Череповецкого МЗ имени 50-летия СССР; Цаплев, Михаил Павлович, нач. отдела, Штурц, Виктор Николаевич, гл. конструктор отдела ЛГСИПМЗ; Панкрушин, Виктор Иванович, директор Оленегорского ГОК, — за достижение на доменной печи объёмом 2 000 м³ наивысшей в мировой практике производительности на один агрегат за счёт комплексного внедрения новой техники и усовершенствования технологии
13. Привалов, Михаил Моисеевич, бывший нач. цеха КМК; Семененко, Пётр Пименович, директор, Барышников, Геннадий Иванович, пом. нач. цеха МЗ имени А. К. Серова; Басьяс, Игорь Павлович, нач. лаборатории Восточного НИПИОП; Крестьянинов, Владимир Фёдорович, зам. нач. цеха ЗМЗ; Кондратьев, Сергей Николаевич, сталеплавильщик, Ширнин, Иван Антонович, обер-мастер мартеновских печей НТМК имени В. И. Ленина; Трифонов, Алексей Григорьевич, гл. сталеплавильщик, Гарченко, Василий Тарасович, бывший нач. цеха ММК; Шевцов, Евгений Иванович, бывший нач. цеха КазМЗ; Панфилов, Михаил Иванович, зам. директора УрНИИЧМ, — за разработку и внедрение новой технологии изготовления и восстановления подин, обеспечивающей повышение производительности мартеновских печей
14. Сейфуллин, Газиз Кутузович, нач. отдела, Анисифоров, Владимир Павлович, зав. лабораторией, Максимова, Зоя Михайловна, нач. бюро ВНИПКИММС; Гремячкин, Николай Леонидович, гл. механик, Нодев, Эрик Освальдович, нач. отдела, Кауфман, Майер Шмеркович, бывший нач. отдела ПНТЗ; Гуляев, Геннадий Иванович, зам. директора ВНИКТИИП; Бедняков, Владимир Петрович, нач. КБ, Ревес, Иван Степанович, бывший нач. КБ ЭЗТМ; Ваткин, Яков Львович, профессор ДМетИ; Марков, Владимир Павлович, нач. отдела, Романов, Павел Иванович, гл. конструктор отдела ГСИПМЗ, — за создание высокопроизводительного непрерывного трубопрокатного агрегата 30—102 ПНТЗ
15. Абовский, Владимир Пинкусович, зам. нач. Главккрасноярскстроя, Авраменко, Станислав Александрович, гл. инженер треста «Железобетон»; Глуховский, Корнелий Аркадьевич, нач. Главзапстроя, Шагал, Гирш Меерович, гл. специалист отдела треста «Оргтехстрой»; Павилайнен, Вольдемар Яковлевич, гл. специалист ПИ Госстроя СССР, Либерман, Альфред Давидович, руководитель лаборатории НИИСК, Чиненков, Юрий Васильевич, ст. н. с. НИИБЖ Госстроя СССР; Горенштейн, Борис Владимирович, гл. конструктор отдела ГПИ Ленпромстройпроект; Демченко, Павел Алексеевич, нач. СУ Главленинградстроя; Левинский, Абрам-Леонид Гиршевич, зам. МЭТП СССР; Свешников, Гавриил Васильевич, управляющий строительным трестом Главкиевгорстроя, — за сборные железобетонные оболочки индустриального изготовления
16. Скворцов, Сергей Александрович, нач. сектора, Сидоренко, Виктор Алексеевич, зав. лабораторией, Новиков, Андрей Николаевич, руководитель группы, Глухов, Александр Матвеевич, нач. лаборатории, Хохлачёв, Анатолий Афанасьевич, зам. гл. конструктора, Сорокин, Евгений Михайлович, ст. инженер, Садчикова, Зоя Васильевна, Ермолов, Борис Иванович, инженеры ИАЭ имени И. В. Курчатова; Овчинников, Фёдор Яковлевич, директор АЭС; Ермаков, Георгий Викторович, гл. инженер управления МЭЭ СССР; Иванов, Михаил Иванович, гл. инженер проекта института Теплоэнергопроект; Прозоровский, Дмитрий Викторович, нач. СУ АЭС, — за разработку, сооружение и освоение НВАЭС
17. Изаров, Владимир Тимофеевич, ст. геолог партии, Чёрный, Евгений Давидович, геолог партии, Кручек, Алик Иванович, геолог-петрограф, Романчиков, Михаил Андреевич, гл. обогатитель, Меньшиков, Пётр Николаевич, нач. комплексной геофизической партии, Ноговицын, Кулунтарий Григорьевич, прораб буровых работ Амакинской экспедиции, — за открытие и разведку месторождения алмазов кимбелитовой трубки «Айхал»
18. Савин, Иван Александрович, зам. начальника Управления, — за разработку и освоение в серийном производстве специального изделия.

- Астров, Николай Александрович
- Бармин, Владимир Павлович, учёный в области механики стартовых комплексов ракет; Глушко, Валентин Петрович, конструктор ЖРД, Геонджиан, Георгий Гаич, Янгель, Михаил Кузьмич, конструкторы ракетно-космической техники, Челомей, Владимир Николаевич, Пилюгин, Николай Алексеевич
- Жуков, Борис Петрович, химик
- Казаков, Василий Александрович
- Кикоин, Исаак Константинович (Кушелевич), физик
- Кривошеев, Николай Алексеевич, химик
- Кузнецов, Виктор Иванович, учёный в области механики
- Макаров, Николай Фёдорович, конструктор стрелкового оружия
- Полухин, Дмитрий Алексеевич
- Потеряев, Владимир Дмитриевич, учёный-изобретатель
- Сергеев, Владимир Григорьевич, радиотехник
- Туполев, Алексей Андреевич, авиаконструктор
- Шереметьевский, Николай Николаевич, учёный в области машиностроения
- Шур, Яков Шебселевич, физик

## 1968

### В области науки
1. Алхазов, Дмитрий Георгиевич, зав. лабораторией, Лемберг, Иосиф Хаймович, Андреев, Даниил Сергеевич, Гринберг, Анатолий Павлович, ст. н. с., Ерохина, Кира Игоревна, м. н. с. ФТИАН имени А. Ф. Иоффе; Тер-Мартиросян, Карен Аветович, зав. отделом ИТЭФАН, Гангрский, Юрий Петрович, ст. н. с. ОИЯИ, — за цикл работ по исследованию кулоновского возбуждения ядер (1956—1966)
2. Виткевич, Виктор Витольдович, зав. лабораторией ФИАН имени П. Н. Лебедева, — за открытие и исследования неоднородной околосолнечной плазмы методом просвечивания её дискретными источниками радиоизлучения
3. Гончаров, Владимир Владимирович, нач. научного отдела, Бабулевич, Евгений Николаевич, гл. инженер объекта, Николаев, Юрий Георгиевич, зам. гл. инженера объекта, Шавров, Павел Иванович, нач. КБ, Рязанцев, Евгений Петрович, Фролов-Домнин, Иван Павлович, Пушнин, Борис Тихонович, нач. службы, Жигачёв, Василий Михайлович, зам. нач. службы, Егоренков, Павел Михайлович, Червяцов, Алексей Андреевич, ст. инженеры ИАЭ имени И. В. Курчатова; Бовин, Анатолий Петрович, руководитель группы НИКИЭТ, — за создание нового типа реактора (МР) для испытаний тепловыделяющих элементов и материалов
4. Кострикин, Алексей Иванович, ст. н. с. МИАН имени В. А. Стеклова, — за исследования по теории конечных групп и алгебр Ли
5. Воеводский, Владислав Владиславович — за монографию «Физика и химия элементарных химических процессов», изданную в 1969 г.
6. Ефимов, Анатолий Николаевич, ч.-к. АН СССР, директор, руководитель работы, Ершов, Эмилий Борисович, зав. отделом, Клоцвог, Феликс Наумович, зав. сектором НИЭИ при Госплане СССР; Шаталин, Станислав Сергеевич, зам. директора, Баранов, Эдуард Филаретович, зав. лабораторией, Минц, Лев Ефимович, ст. н. с., Коссов, Владимир Викторович, бывший зав. лабораторией ЦЭМИАН; Берри, Лев Яковлевич, зав. кафедрой МГУ имени М. В. Ломоносова, Эйдельман, Моисей Рувимович, нач. отдела ЦСУ СССР, — за цикл исследований по разработке методов анализа и планирования межотраслевых связей и отраслевой структуры народного хозяйства, построению плановых и отчётных межотраслевых балансов
7. Кононова, Мария Михайловна, зав. лабораторией Почвенного института имени В. В. Докучаева, — за научные труды «Проблема почвенного гумуса и современные задачи его изучения» (1951) и «Органическое вещество почвы. Его природа, свойства и методы изучения» (1963)
8. Персианинов, Леонид Семёнович, член АМН СССР, директор ВНИИАГ МЗ СССР; Чачава, Константин Владимирович, ч.-к. АМН СССР, директор НИИАГ Грузинской ССР; Гармашева, Наталья Леонидовна, зав. лабораторией НИИАГ АМН СССР; Светлов, Павел Григорьевич, ч.-к. АМН СССР, зав. лабораторией эмбриологии ИЭМ АМН СССР, — за цикл работ по антенатальной профилактике заболеваемости плода и перинатальной смертности
9. Соркин, Рувим Евелевич, руководитель лаборатории НИХТИ, — за цикл работ в области внутренней баллистики ракетных двигателей на твёрдом топливе
10. Зубов, Владимир Иванович, руководитель лаборатории ЛГУ имени А. А. Жданова, — за цикл работ по теории автоматического регулирования
11. Явойский, Владимир Иванович, зав. кафедрой МИСиС, — за научный труд «Теория процессов производства стали»

### В области техники
1. Фурман, Мендель Симхович, зам. директора, Олевский, Виктор Маркович, Хайлов, Виктор Сергеевич, руководители лабораторий, Гольдман, Александр Михайлович, Бадриан, Александр Соломонович, Ручинский, Виталий Рафаэль-Абович, нач. секторов, Шестакова, Александра Дмитриевна, руководитель группы, Соколова, Александра Михайловна, гл. инженер отдела ГНИПИАППОС; Лукашинский, Владимир Евгеньевич, бывший директор, Трегуб, Григорий Иванович, ст. аппаратчик завода синтетических мономеров Северодонецкого химического комбината, — за научно-техническую разработку и внедрение в промышленность новой технологии получения полупродуктов для синтеза капрона и найлона
2. Васильев, Вячеслав Александрович, гл. конструктор ОКБМ МЭЛЗ; Корсунский, Мордко Исаакович, инженер-конструктор, Ковалышин, Степан Петрович, зам. нач. цеха, Сапожков, Александр Михайлович, руководитель группы КБ, Каменецкий, Адам Иванович, ст. настройщик Львовского завода кинескопов; Кудрявцев, Александр Александрович, нач. лаборатории НИИЭВС; Рапопорт, Абрам Яковлевич, нач. отдела МГСПИ; Соколов, Анатолий Александрович, директор ГПКЭИСМС, — за разработку и внедрение в производство технологии и оборудования для массового комплексно-механизированного изготовления крупногабаритных стеклянных оболочек современных кинескопов
3. Сироткин, Зала Львович, гл. конструктор, Зотов, Анатолий Васильевич, Терновский, Генрих Иванович, зам. гл. конструктора, Добрых, Леонид Иванович, Иванов, Эраст Иванович, нач. КБ, Сырокваш, Дмитрий Иванович, гл. технолог, Гриценко, Степан Иванович, зам. гл. технолога, Сидорович, Иван Романович, директор, Слабков, Евгений Константинович, гл. инженер, Лукьяненко, Виталий Иванович, зам. гл. инженера, Питулин, Александр Яковлевич, нач. цеха БелАЗ, — за создание семейства унифицированных большегрузных автомобилей для открытых разработок полезных ископаемых и строительства и освоение их серийного производства
4. Гриншпун, Марк Израилевич, нач. КБ, Добкин, Игорь Иосифович, Бунза, Валентин Евдокимович, руководители групп КБ, Булатов, Александр Васильевич, гл. технолог, Акимов, Михаил Александрович, зам. нач. цеха ЭЗТМ; Сейдалиев, Фикрат Сейдали оглы, доцент МИСиС; Праздников, Анатолий Владимирович, руководитель отдела, Ткаченко, Аркадий Семёнович, руководитель лаборатории, Кожевников, Сергей Николаевич, ч.-к. АН УССР, Климковский, Бронислав Мечиславович, бывшие сотрудники НИИЧМ имени И. П. Бардина; Шведченко, Антон Антонович, директор, Воронько, Григорий Павлович, механик станов НЮТМЗ, — за создание и широкое внедрение в промышленность гаммы высокопроизводительных универсальных станов холодной прокатки труб с комплексом новых механизмов
5. Глушков, Виктор Михайлович, руководитель работы, директор, Погребинский, Соломон Бениаминович, гл. конструктор СКБ, Лосев, Виктор Дмитриевич, нач. лаборатории СКБ, Летичевский, Александр Адольфович, Благовещенский, Юрий Владимирович, ст. н. с., Молчанов, Игорь Николаевич, зав. отделом, Стогний, Анатолий Александрович, зам. директора Института кибернетики АН УССР, — за разработку новых принципов построения структур малых машин для инженерных расчётов и математического обеспечения к ним, внедрённых в ЭВМ серии «МИР»
6. Глебов, Игорь Алексеевич, зам. директора, Эттингер, Евгений Львович, Смирнитский, Михаил Александрович, нач. лабораторий ВНИИЭМ, Глух, Ефим Моисеевич, нач. Истринского филиала ВНИИЭМ; Чалый, Георгий Владимирович, ч.-к. и зав. отелом АН МССР; Шмайн, Юрий Аронович, нач. сектора ВНИИЭЭ; Зорин, Лев Матвеевич, нач. отделения института «Гидропроект»; Казанцев, Александр Иванович, гл. инженер, Флейшман, Лазарь Самсонович, зам. гл. конструктора завода «Уралэлектротяжмаш» имени В. И. Ленина; Масольд, Виктор Яковлевич, гл. инженер Волжской ГЭС имени XXII съезда КПСС; Абрамян, Шаген Григорьевич, нач. лаборатории Волжской ГЭС имени В. И. Ленина, — за разработку быстродействующих систем возбуждения с управляемыми преобразователями для мощных гидрогенераторов и синхронных компенсаторов
7. Лебедев, Виктор Николаевич, руководитель работы, Герасимов, Кирилл Михайлович, директор, Чайковская, Аполлинария Николаевна, зам. гл. металлурга, Коровина, Вера Михайловна, зам. нач. лаборатории, Агафонов, Валентин Иванович, зам. нач. отдела, Игнатьев, Константин Владимирович, нач. цеха, Чумаков, Павел Тимофеевич, бывший зам. директора ЗБО «Баррикады»; Маркарянц, Ашот Амбарцумович, ст. н. с., Виррилеп, Пётр Романович, гл. металлург ЛЭМС «Электросила» имени С. М. Кирова; Тевяшов, Серафим Владимирович, инженер, — за разработку и внедрение технологии серийного изготовления уникальных заготовок роторов турбогенераторов мощностью 200—300—500 тыс. кВТ
8. Талызин, Николай Владимирович, руководитель работы, зам. МС СССР; Фортушенко, Александр Дмитриевич, нач., Кантор, Лев Яковлевич, нач. лаборатории, Цейтлин, Михаил Зиновьевич, ст. н. с. ГНИИР; Капланов, Мурад Рашидович, научный руководитель, Милютин, Дмитрий Давыдович, нач. лаборатории НИИ; Попереченко, Борис Алексеевич, Соколов, Иван Федосеевич, руководители отделов ОКБ МЭИ; Ярошенко, Александр Ильич, директор ГАЗ имени С. Орджоникидзе; Луганский, Алексей Степанович, гл. инженер ЭМЗ; Усанов, Алексей Павлович, Шапиро, Айзик Захарович, зам. гл. конструктора Горьковского МСЗ, — за приёмную телевизионную систему «Орбита»
9. Клорикьян, Сурен Хоренович, директор, Парамонов, Владимир Иванович, гл. конструктор, Гридин, Алексей Дмитриевич, гл. инженер, Аксёнов, Юрий Григорьевич, гл. конструктор крепи М 87, Смехов, Владимир Константинович, гл. конструктор проекта, Элькин, Иосиф Лазаревич, руководитель сектора ГПКЭИУМС; Дмитриенко, Николай Иванович, нач. шахты № 3 «Дарьевская» треста «Фрунзеуголь»; Фирсов, Владимир Петрович, нач. участка шахты «Октябрьская» треста «Куйбышевуголь»; Фищенко, Сергей Павлович, гл. инженер шахты «Краснолиманская» треста «Красноармейскуголь»; Куприянов, Александр Тимофеевич, директор, Наумкин, Владимир Алексеевич, гл. конструктор проектов Дружковского МСЗ; Шупенко, Владлен Иванович, нач. шахты имени Абакумова треста «Рутченкоуголь», — за создание и внедрение комплексов оборудования КМ 87 на базе передвижной крепи для полной механизации работ в угольных лавах пологих пластов малой мощности
10. Вавилин, Александр Сергеевич, нач. цеха, Пустовой, Илья Герасимович, зам. нач. цеха, Ольхович, Товий Яковлевич, гл. инженер ЧТПЗ; Мандельберг, Симон Львович, Лашкевич, Рафаил Иванович, ст. н. с. ИЭС имени Е. О. Патона АН УССР; Грум-Гржимайло, Николай Алексеевич, зав. лабораторией, Сарычев, Алексей Алексеевич, нач. отдела ВНИПКИММС; Скорупский, Борис Павлович, руководитель группы, Семёнов, Георгий Павлович, директор ЭЗТМ; Княжинский, Захар Осипович, руководитель лаборатории, Калинушкин, Павел Никитович, руководитель сектора ВНИКТИТП; Колесник, Константин Маркович, гл. конструктор отдела ГСИПМЗ, — за создание новых способов массового производства сварных труб диаметром 1020 и 1220 мм для газо- и нефтепроводов
11. Ковалёв, Пётр Михайлович, гл. инженер, Габриэльян, Николай Константинович, нач. цеха, Плинер, Георгий Евсеевич, нач. лаборатории, Пестеров, Леонид Александрович, вальцовщик ЛСПЗ; Сизов, Евгений Алексеевич, зам. директора ИПС; Раевская, Марианна Николаевна, руководитель группы, Романов, Михаил Данилович, вальцовщик экспериментального завода ЦНИИЧМ имени И. П. Бардина; Когос, Айзик Маркович, нач. отдела, Панфилов, Юрий Михайлович, нач. бюро, Приведенцев, Владимир Петрович, гл. инженер проекта, Григорьев, Константин Васильевич, нач. цеха опытного завода металлургического машиностроения ВНИПКИММ; Попов, Борис Николаевич, нач. лаборатории ЭМЗ «Электросталь» имени И. Ф. Тевосяна, — за разработку сплавов, технологии, оборудования и организации промышленного производства тончайших лент из сплавов со специальными физическими свойствами
12. Щедрин, Александр Иванович, ст. инженер-конструктор, Жданов, Георгий Федотович, гл. инженер, Воробьёв, Александр Николаевич, нач. отдела, Трофимов, Тимофей Елизарович, Саплинов, Борис Семёнович, слесари-наладчики Воронежского ЗСК; Плаксин, Алексей Михайлович, зав. лабораторией ВНИИС; Сукочев, Валентин Анатольевич, гл. конструктор ГВНИИПППСМ; Кузьмин, Михаил Васильевич, гл. конструктор ВННИМПСМ; Литвиненко, Пётр Моисеевич, директор Воронежского ЗКИ; Коник, Александр Петрович, директор Люберецкого КСМК, — за разработку конструкции и внедрение в производство автомата для съёма с револьверного пресса и укладки на запарочную вагонетку силикатного кирпича-сырца
13. Дерябин, Сергей Александрович, нач. отдела ГНИИППЖП; Сергеев, Александр Георгиевич, директор, Зарембо-Рацевич, Георгий Всеволодович, зав. лабораторией ВНИИЖ; Тютюнников, Борис Никанорович, зав. кафедрой ХПИ имени В. И. Ленина; Новикова, Тамара Михайловна, директор, Копыленко, Семён Давидович, нач. цеха, Тесленко, Георгий Иванович, нач. КБ, Жарский, Анатолий Михайлович, бывший гл. инженер Харьковского жиркомбината; Клочко, Николай Денисович, гл. инженер Казанского химкомбината имени М. М. Вахитова; Петров, Николай Александрович, нач. отдела Госплана СССР; Панышев, Алексей Семёнович, бывший зав. производством Горьковского жиркомбината, — за коренное усовершенствование способа гидрогенизации растительных масел путём создания и внедрения непрерывных методов
14. Бармаков, Юрий Николаевич, нач. лаборатории ВНИИА — за разработку и внедрение первой автоматизированной системы контроля ядерных боеприпасов.

- Грязев, Василий Петрович, конструктор автоматического артиллерийского и стрелкового оружия
- Волков, Владимир Иванович, Пурцен, Рудольф Янович, Якушев, Пётр Герасимович, Рачинский, Евгений Константинович
- Исаев, Алексей Михайлович, конструктор авиационных и ракетных двигателей
- Макеев, Виктор Петрович, учёный в области механики
- Миль, Михаил Леонтьевич, авиаконструктор; Чумаченко, Дмитрий Михайлович, директор Ростовского вертолётного завода
- Плешаков, Пётр Степанович, зам. председателя Госкомитета при СМ СССР по радиоэлектронике
- Свищёв, Георгий Петрович, учёный в области авиации
- Семихатов, Николай Александрович, учёный в области автоматизации и управления
- Соловьёв, Павел Александрович, учёный в области авиационного двигателестроения
- Стогний, Анатолий Александрович, учёный в области вычислительной техники и кибернетики
- Феоктистов, Лев Петрович, физик
- Цециор, Зиновий Моисеевич, конструктор ракетной техники
- Шапошник, Борис Львович, конструктор семейства автомобилей-тягачей МАЗ-535 и МАЗ-537
- Шипунов, Аркадий Георгиевич, учёный в области автоматизации

## 1969

### В области науки
1. Грошев, Леонид Васильевич, нач., Демидов, Анатолий Михайлович, ст. н. с., Пелехов, Владимир Иванович, м. н. с. ИАЭ имени И. В. Курчатова, — за цикл исследований спектров излучений, возникающих при захвате тепловых нейтронов ядрами
2. Самойлов, Борис Николаевич, нач. сектора, Скляревский, Вадим Валентинович, ст. н. с., Горобченко, Владимир Дмитриевич, Степанов, Евгений Петрович, м. н. с. ИАЭ имени И. В. Курчатова, — за открытие и исследование эффекта взаимодействия на ядрах немагнитных элементов в ферромагнетике и разработку нового метода поляризации атомных ядер
3. Ладыженская, Ольга Александровна, зав. лабораторией Ленинградского отделения МИАН имени В. А. Стеклова; Уральцева, Нина Николаевна, профессор ЛГУ имени А. А. Жданова, — за цикл работ по краевым задачам для линейных и квазилинейных параболических уравнений (1962—1967)
4. Яншин, Александр Леонидович, руководитель литературы, зав. отделом, Пейве, Александр Вольдемарович, директор, Муратов, Михаил Владимирович, ч.-к. АН СССР, Гарецкий, Радим Гаврилович, Зайцев, Николай Сергеевич, Пущаровский, Юрий Михайлович, ст. н. с. ГИАН; Удинцев, Глеб Борисович, зав. лабораторией ИОАН имени П. П. Ширшова; Херасков, Николай Павлович, д. к.-м. н., — за тектоническую карту Евразии в масштабе 1:5 000 000 и монографию «Тектоника Евразии»
5. Баев, Александр Александрович, руководитель работы, ч.-к. АН СССР, зав. лабораторией, Мирзабеков, Андрей Дарьевич, Татарская, Рахиль Ильинична, Венкстерн, Татьяна Владимировна, ст. н. с. ИМБАН имени В. А. Энгельгардта, — за исследования по раскрытию первичной структуры валиновой тРНК
6. Лихачёв, Дмитрий Сергеевич, ч.-к. АН СССР, зав. сектором ИРЛАН (Пушкинский дом), — за научный труд «Поэтика древнерусской литературы» (1967)
7. Першин, Павел Николаевич, академик АН УССР, зав. отделом Института истории АН УССР, — за монографию «Аграрная революция в России» в 2 томах (1966)
8. Оканенко, Аркадий Семёнович, ч.-к. АН СССР, зав. сектором Института физиологии растений АН УССР, — за работы «Физиологические основы повышения сахаристости сахарной свёклы» и «Физиология сахарной свёклы»

### В области техники
1. Черномордик, Лев Исаакович, руководитель работы, нач. лаборатории, Беляев Николай Иванович, Ковальчук, Геннадий Мануйлович, гл. энергетик, Горфункель, Владимир-Вольф Ефимович, руководитель группы ГНИПИАППОС; Систер, Григорий Абрамович, директор, Святухин, Василий Владимирович, гл. инженер Днепродзержинского филиала ГНИПИАППОС; Добровольский, Евгений Иванович, директор, Баландин, Николай Фёдорович, нач. цеха Днепродзержинского химкомбината; Атрощенко, Василий Иванович, зав. кафедрой ХПИ имени В. И. Ленина; Бочар, Михаил Арсеньевич, нач. бригады Северодонецкого отраслевого ПУ треста «Оргхим»; Черняк, Хацкель Танхумович, руководитель конструкторской группы Невского МСЗ имени В. И. Ленина, — за научно-техническую разработку и внедрение в народное хозяйство энерготехнологического агрегата производства азотной кислоты под давлением 7,3 атм с газотурбинным приводом компрессора и каталитической очисткой выхлопных газов от окислов азота
2. Бибилашвили, Нодари Шалвович, нач. сектора Закавказского НИГМИ; Бухникашвили, Александр Варденович, директор, Карцивадзе, Амиран Ильич, руководитель отдела Института геофизики АН Грузинской ССР; Гайворонский, Иван Иванович, зав., Серёгин, Юрий Алексеевич, бывший гл. инженер лабораторией ЦАО; Дмитриев, Василий Иванович, нач. отдела НИИ; Кизирия, Бенито Иванович, бывший нач. службы борьбы с градом МСХ Грузинской ССР; Сулаквелидзе, Георгий Константинович, директор, Лапчева, Валентина Фёдоровна, ст. н. с. Высокогорного геофизического института; Ляпунов, Михаил Александрович, нач. отдела НИИ; Фёдоров, Евгений Константинович, бывший директор ИПГФ; Чупров, Яков Соломонович, гл. конструктор НИИ, — за разработку и внедрение метода и средств борьбы с градобитиями с использованием противоградовых ракет и снарядов
3. Виноградов, Владимир Никитич; Лукомский, Павел Евгеньевич, зав. кафедрой 2-го ММИ имени Н. И. Пирогова; Чазов, Евгений Иванович, зав. отделением Института кардиологии имени А. Л. Мясникова АМН СССР; Янушкевичус, Зигмас Ипполитович, ректор и зав. Каунасского мединститута; Кушелевский, Борис Павлович, руководитель кафедры Свердловского ГМИ, — за организацию лечения больных инфарктом миокарда и разработку новых методов терапии
4. Бондарев, Николай Алексеевич, зам. нач. цеха, Лубенский, Всеволод Фёдорович, зам. директора, Миценгендлер, Иосиф Соломонович, гл. конструктор отдела, Рыжков, Николай Иванович, гл. инженер, Спешков, Виктор Васильевич, зам. гл. сварщика, Семериков, Евгений Фёдорович, слесарь-монтажник, Кротов, Виктор Васильевич, бывший директор, Мальков, Павел Андреевич, бывший гл. инженер УЗТМ имени С. Орджоникидзе; Коренной, Александр Иустинович, зам. нач. ОКБ ИЭС имени Е. О. Патона АН УССР; Умнягин, Михаил Григорьевич, директор, Шеремет, Василий Алексеевич ВПТИТМ; Федосеев, Алексей Михайлович, бывший гл. специалист УГИПЗТМ, — за создание и внедрение комплексно-механизированного показательного сварочного производства в уникальном блоке сварных машиностроительных конструкций Уралмашзавода
5. Дружинин, Николай Николаевич, зам. директора, Мирер, Александр Григорьевич, ст. н. с., Колядич, Владимир Миронович, гл. инженер проекта ВНИПКИММ; Мамкин, Виктор Модестович, гл. конструктор по электроприводу и автоматизации, Синайский, Герман Владимирович, ст. н. с., Дралюк, Борис Наумович, нач. лаборатории НИИТМ Уралмашзавода; Чарихов, Лев Александрович, зам. директора ВНИАЧМ; Филатов, Андрей Дмитриевич, директор, Радюкевич, Леонид Владимирович, нач. цеха, Хусид, Соломон Ефимович, зам. гл. энергетика ММК; Шиханович, Борис Александрович, пом. нач. цеха, Комлев, Владимир Семёнович, ст. вальцовщик ЧМЗ, — за создание и внедрение комплекса высокоэффективных систем автоматического регулирования толщины и натяжения полосы на непрерывных станах холодной прокатки
6. Абдуллаев, Аскер Алекпер оглы, руководитель работы, директор, Алиев, Тофик Мамедович, зам. директора, Асланов, Мухтар Махмуд оглы, Цатуров, Георгий Саркисович, нач. отделов НИПИ «Нефтехимавтомат»; Мелик-Шахназаров, Александр Михайлович, зав. кафедрой, Набиев, Иззет Ахмед оглы, доцент АзИНХ имени М. Азизбекова; Амиров, Али Джабарович, бывший нач. объединения «Азнефть»; Сулейманов, Алекпер Багирович, зам. министра нефтедобывающей промышленности АзССР, — за создание и широкое внедрение ситстем и комплекса средств для автоматизации нефтяных промыслов Азербайджана
7. Лебедев, Сергей Алексеевич, руководитель работы, директор, Мельников, Владимир Андреевич, Лаут, Валерий Назарович, Королёв, Лев Николаевич, зав. лабораториями, Соколов, Андрей Андреевич, Тяпкин, Марк Валерианович, Смирнов, Владимир Иванович, Зак, Леонид Александрович, Томилин, Александр Николаевич, ведущий конструктор ИТМВТАН; Семешкин, Вольдемар Иванович, гл. инженер, Иванов, Валентин Андреевич, нач. СКБ МЗСАМ, — за разработку и внедрение в народное хозяйство высокопроизводительной универсальной ЭВМ БЭСМ-6
8. Левитин, Михаил Абрамович, руководитель работы, зам. нач., Рапопорт, Илья Владимирович, Никитин, Виктор Петрович, ведущие инженеры-конструкторы, Савельев, Евгений Евгеньевич, Виноградов, Геннадий Васильевич, нач. лабораторий, Боголюбова, Людмила Павловна, зам. нач. лаборатории, Герасюк, Евгений Евгеньевич, ст. инженер-конструктор ОКБ при 1-м МЗР; Владиславлев, Владимир Иванович, директор, Кабанов, Михаил Фёдорович, механик-наладчик 1-го МЗР; Фёдоров, Виктор Феофилактович, директор, Житников, Владимир Семёнович, гл. инженер, Плотарев, Николай Иванович, слесарь-сборщик Саратовского ЗЭМС с ОКБ, — за разработку, изготовление и внедрение серии автоматизированных линий для производства постоянных непроволочных, углеродистых резисторов с осевыми выводами
9. Старос, Филипп Георгиевич, руководитель работы, гл. конструктор, Вальков, Виталий Михайлович, Панкин, Владимир Ефимович, нач. отделов, Берг, Йозеф Вениаминович, гл. инженер, Бородин, Николай Иннокентьевич, зам. гл. конструктора, Данилин, Юрий Иванович, бывший зам. гл. инженера КБ; Майоров, Сергей Александрович, проректор ЛИТМО; Инкинен, Виктор Викторович, директор, Рыбаков, Виктор Васильевич, гл. инженер, Иванов, Павел Сергеевич, нач. СКТБО ЛЭМЗ; Вульфов, Моисей Яковлевич, гл. специалист ЛПЭО ВНИИ «Проектэлектромонтаж», — за разработку малогабаритной электронной управляющей машины и управляющих вычислительных комплексов типа УМ1-HX и внедрение их в первые цифровые управляющие системы в различных отраслях народного хозяйства
10. Буров, Георгий Георгиевич, нач. института «Мосбассгипрогормаш»; Нуждихин, Григорий Иванович, директор комбината, Глумов, Владимир Иванович, нач. отдела МСЗ; Качармин, Семён Дмитриевич, директор шахты № 39—40 комбината «Тулауголь», Филиппов, Фома Евстигнеевич, Черковский, Александр Васильевич, машинисты комбайнов, Фаткин, Михаил Александрович, гл. механик шахты № 39—40 комбината «Тулауголь»; Бурчаков, Анатолий Семёнович, зав. кафедрой МГИ; Крашкин, Иван Семёнович, нач. отдела Подмосковного НИПКУИ; Лазукин, Николай Яковлевич, директор института «Гипроуглеавтоматизация»; Потапенко, Геннадий Дмитриевич, управляющий трестом «Новомосковскуголь», — за разработку и внедрение высокоэффективной технологии и организации добычи угля
11. Лихорадов, Анатолий Петрович, директор, Тедер, Леонид Иванович, нач. отдела, Колпаков, Серафим Васильевич, нач. цеха, Чиграй, Иван Дмитриевич, гл. сталеплавильщик, Климашин, Пётр Сергеевич, зам. нач. лаборатории НЛМЗ; Евтеев, Дмитрий Петрович, нач. отдела, Рутес, Виктор Савельевич, Манохин, Анатолий Иванович, нач. лабораторий ЦНИИЧМ имени И. П. Бардина; Голубков, Константин Алексеевич, зам. гл. КБ Уралмашзавода; Пискарёв, Владимир Михайлович, гл. инженер, Коротков, Георгий Романович, нач. СКБ ГСИПМЗ, — за создание и освоение крупного промышленного комплекса непрерывной разливки конвертерной стали в слябы широкого сортамента
12. Победоносцев, Юрий Кенсоринович, руководитель работы, гл. инженер, Александров, Пётр Алексеевич, технорук цеха, Оливец, Галина Алексевна, руководитель группы, Егизаров, Ашот Арамович, нач. ЦЛ, Нагибин, Владимир Дмитриевич, нач. цеха, Матюшин, Пётр Петрович, директор, Исмагулов, Байгазы, бывший нач. цеха БГМК имени 50-летия Октябрьской революции; Иванов, Алексей Виссарионович, гл. инженер АГМК имени В. И. Ленина; Букетов, Евней Арстанович, директор ХМИ АН Казахской ССР; Исаев, Дмитрий Иванович, нач. отдела, Сурин, Виктор Иванович, зам. гл. инженера, ГИППЦМ, — за разработку и внедрение новых прогрессивных технологических процессов по резкому увеличению выплавки меди с применением кислорода и комплексному использованию сырья с получением рениевой продукции и серной кислоты из отходящих газов конвертеров
13. Сидоров, Евгений Николаевич, нач. Главмосстроя; Кольцов, Алексей Гаврилович, зам. ММССР СССР, руководители работы; Данилевич, Юрий Миронович, гл. инженер проекта производства работ ГПИ «Промстальпродукция»; Израитель, Зелик Борухович, Таскаев, Альберт Константинович, ст. производители работ СУ № 12 треста «Мосстрой-2» Главмосстроя; Стуканов, Александр Алексеевич, гл. технолог треста «Спецжелезобетонстрой» Главспецпромстроя; Милашевский, Владимир Вениаминович, гл. архитектор проекта, сотрудник ЦНИИЭП зрелищных зданий и спортивных сооружений; Фёдоров, Алексей Фёдорович, бывший нач., Дмитриев, Леонид Петрович, гл. геодезист МУ № 25 треста «Спецстальконструкция»; Турин, Натан Маркович, зам. нач. Главспецпромстроя; Тринкер, Борис Давидович, нач. лаборатории ВНИПИ «Теплопроект», — за возведение телевизионной башни высотой 533 м в Останкино
14. Кориковский, Пётр Константинович, зам. директора, Лебедева, Надежда Никаноровна, руководитель группы ВНИИЛТМ; Моисеенко, Моисей Менделевич, Бычкова, Вера Михайловна, ст. н. с. ЦНИИХБП; Кузнецов, Виктор Сергеевич, гл. конструктор Коломенского ЗТМ; Биман, Леон Робертович, нач., Острогожский, Олег Георгиевич, зам. нач. Ташкентского СКБ текстильных машин; Прицкер, Семён Акимович, зав. производством прядильно-ткацкой фабрики «Рабочий»; Филимонов, Василий Михайлович, гл. технолог, Проскуряков, Николай Фёдорович, директор, Фомин, Николай Петрович, гл. конструктор Ташкентского завода текстильного машиностроения имени Ю. А. Гагарина; Украинский, Мендель Моисеевич, инженер-технолог, — за создание и внедрение прядильно-крутильной машины типа ПК-100
15. Болков, Павел Александрович, бригадир слесарей-сборщиков, Макаров, Виктор Матвеевич, гл. инженер, Кулиговский, Николай Васильевич, нач. цеха, Титов, Альберт Константинович, секретарь парткома Уралхиммаша; Дерунов, Павел Фёдорович, директор, Пашков, Анатолий Фёдорович, секретарь парткома, Сироткин, Владимир Александрович, слесарь-сборщик, Щепетильников, Евгений Германович, нач. цеха Рыбинского МСЗ; Леонович, Борис Николаевич, нач., Минин, Лев Николаевич, Стародуб, Борис Фёдорович, ст. мастера, Примак, Степан Максимович, слесарь локомотивного депо Гребёнка ЮЖД, — за разработку и осуществление комплекса мероприятий ео научной организации труда

За разработку и внедрение системы охлаждения рудничного воздуха для отработки глубокого жильного месторождения Нидершлема Альберода: Волощук Семён Николаевич, Дорофеичев Иван Васильевич, Кремнев Олег Александрович, Институт теплофизики АН УССР, Марченко Андрей Прокофьевич, Мельниченко Вадим Михайлович, Назаркин Валентин Павлович, Черняк Вилен Павлович, Институт теплофизики АН УССР, Щербань Александр Назарьевич, Институт теплофизики АН УССР.
- Абрамян, Евгений Арамович, физик
- Бакин, Борис Владимирович, советский хозяйственный деятель
- Каргин, Валентин Алексеевич, физико-химик
- Кочетков, Владислав Павлович, конструктор ракетной техники
- Мельников, Николай Прокофьевич, учёный в области строительной механики
- Непобедимый, Сергей Павлович, учёный в области прикладной механики
- Серебряков, Михаил Евгеньевич, «За исследования по баллистике ракет и космических аппаратов»
- Томашевич, Дмитрий Людвигович, авиаконструктор

## 1970

### В области науки
1. Иоффе, Михаил Соломонович, руководитель работы, нач. сектора, Кадомцев, Борис Борисович, ч.-к. АН СССР, ст. н. с., Соболев, Рюрик Иванович, Юшманов, Евгений Евгеньевич, мл. н. с., Байбородов, Юрий Тарасович, ст. инженер ИАЭ имени И. В. Курчатова; Тельковский, Всеволод Григорьевич, зав. кафедрой МИФИ, — за исследование неустойчивости высокотемпературной плазмы в магнитном поле и создание метода её стабилизации «магнитной ямой»
2. Силин, Виктор Павлович, зав. сектором лаборатории ФИАН имени П. Н. Лебедева, — за цикл работ по теории электронной Ферми-жидкости металлов
3. Шпольский, Эдуард Владимирович, зав. кафедрой МГПИ имени В. И. Ленина, — за открытие, исследование и внедрение тонкострунной электронно-колебательной спектроскопии сложных органических молекул (эффект Шпольского)
4. Тябликов, Сергей Владимирович — за монографию «Методы квантовой теории магнетизма» (1965)
5. Колесников, Аркадий Георгиевич, академик АН УССР, директор, Фельзенбаум, Александр Исаевич, Саркисян, Артём Саркисович, зав. отделами, Пономаренко, Георгий Петрович, ст. н. с., Богуславский, Сергей Григорьевич, ст. н. с. Экспериментального отдела МГИ АН УССР; Григорьев, Глеб Николаевич, гл. морской инспектор Отдела морских экспедиционных работ АН СССР; Войт, Сергей Сергеевич, зав. кабинетом, Корт, Владимир Григорьевич, зав. лабораторией, Чекотилло, Кирилл Андреевич, Иванов, Юрий Александрович, ст. н. с., Нейман, Виктор Григорьевич, мл. н. с. ИОАН имени П. П. Ширшова; Ханайченко, Николай Константинович, зам. директора ИБЮМ АН УССР, — за экспериментальные и теоретические исследования течения Ломоносова и системы пограничных течений тропической Атлантики
6. Мишустин, Евгений Николаевич, ч.-к. АН СССР, зав. отделом АН СССР, — за цикл работ в области микробиологии почв и изучения биологической фиксации азота
7. Арциховский, Артемий Владимирович, руководитель работы, ч.-к. АН СССР, зав. кафедрой, Янин, Валентин Лаврентьевич, ч.-к. АН СССР, профессор МГУ имени М. В. Ломоносова; Колчин, Борис Александрович, Медведев, Александр Филиппович, зав. лабораториями, Засурцев, Пётр Иванович, мл. н. с. ИААН; Борковский, Виктор Иванович, ч.-к. АН СССР, зав. сектором ИРЯАН, — за труды Новгородской археологической экспедиции
8. Терновский, Михаил Фёдорович, руководитель работы, зав. лабораторией, Терентьева, Александра Ивановна, мл. н. с. ВНИИТМ, — за разработку метода отдалёной гибридизации растений с целью получения сортов, устойчивых к болезням
9. Лунц, Лазарь Адольфович, ст. н. с. ВНИИСЗ, — за трёхтомный труд «Курс международного частного права» (1959—1966)
10. Некрасов Николай Николаевич, председатель СОПС при Госплане СССР, Федоренко, Николай Прокофьевич, директор ЦЭМИАН, — за цикл исследований по научным проблемам экономики химизации народного хозяйства и их практическое применение в развитии химической промышленности СССР

### В области техники
1. Славинский, Давид Михайлович, нач. сектора, Фёдоров, Виктор Викторович, директор, Орлов, Дан Ильич, зам. гл. инженера, Евстафьев, Всеволод Владимирович, Свердлов, Юрий Моисеевич, гл. инженеры проекта ЦНИИТЭИННП; Коротков, Пётр Иванович, директор, Талов, Александр Петрович, нач. установки, Ктаторов, Олег Александрович, бывший директор Полоцкого НПЗ; Абросимов, Борис Захарович, зам. директора ГНИПИНМ; Ашмян, Леонид Моисеевич, нач. Новополоцкого МУ треста «Нефтезаводмонтаж»; Осканян, Мамикон Манукович, инженер-технолог, — за создание и промышленное внедрение высокопроизводительной установки первичной переработки нефти мощностью 6 млн тонн в год
2. Полшков, Михаил Константинович, директор, Федоренко, Андрей Нестерович, руководитель лаборатории ВНИИГМР; Рябинкин, Лев Александрович, зав. кафедрой, Воскресенский, Юрий Николаевич, ст. н. с., Знаменский, Владимир Вячеславович, Напалков-Софинский, Юрий Викторович, работники МИНГП имени И. М. Губкина; Лернер, Борис Львович, гл. конструктор, Барышников, Георгий Петрович, Соколов, Георгий Сергеевич, нач. лабораторий, Шехтер, Залманбер Халлилович, нач. отдела СКБ сейсмического приборостроения; Малинский, Саул Аронович, гл. инженер, Векслер, Борис Ефимович, бывший нач. СКБ Московского завода «Нефтеприбор», — за коренное усовершенствование и повышение геологической эффективности поисков и разведки месторождений полезных ископаемых сейсмическим способом
3. Киселёв, Леонид Иванович, зав. отделом КазНИИМС; Рогожин, Иннокентий Дмитриевич, нач., Милецкий, Борис Ефимович, гл. инженер Западно-Казахстанской комплексной геологоразведочной экспедиции; Книжник, Ефим Иосифович, нач. Мугоджарской геофизической экспедиции; Степанов, Евгений Петрович, гл. инженер, Шульгин, Михаил Федотович, ст. геолог Донской геологоразведочной партии; Соколов, Глеб Александрович, зав. отделом, Павлов, Николай Васильевич, ст. н. с. ИГПМГАН; Сегалович, Валентин Ильич, ст. н. с. Казахского филиала ВНИИРГ; Морозов, Михаил Дмитриевич, министр геологии Казахской ССР; Бродовой, Владимир Васильевич, бывший гл. инженер Казахского геофизического треста, — за открытие и разведку в Южно-Кемпирсайском горнорудном районе новых крупных месторождений хромитов и создание уникальной сырьевой базы хромитовых руд в СССР
4. Бахаровский, Иван Яковлевич, зоотехник-селекционер, Объедков, Василий Васильевич, директор, Усанов, Алексей Дмитриевич, гл. зоотехник овцеводческого племенного завода «Куюк»; Сенник, Николай Константинович, Цой, Лаврентий Иванович, доценты Алма-Атинского зооветеринарного института; Маллицкий, Василий Александрович, зав. лабораторией, Петров, Александр Игнатьевич, зав. отделом Казахского НИИЖ; Есалиев, Орынходжа, зав. отделом Чимкентской ОС; Джуликеев, Кульджабек, гл. зоотехник совхоза «Чалдар»; Пещеров, Валентин Николаевич, гл. зоотехник Джамбульского ОУСХ; Якушкина, Александра Михайловна, мл. н. с., гл. специалист по овцеводству, Тикунов, Илья Петрович, нач. ГУ МСХ Казахской ССР, — за выведение новой породы тонкорунных овец «Южноказахстанский меринос» и экономическую эффективность внедрения её в производство Чимкентской, Джамбульской и Кзыл-Ордынской областей Казахской ССР
5. Вишневский Александр Александрович, д. ч. АМН СССР, директор, Цукерман, Борис Моисеевич, ст. н. с. ИХ имени А. В. Вишневского; Смайлис, Алфредас Иозович, зав. лабораторией, Лукошевичюте, Алдоне Ионовна, ст. н. с. НИИФПССС при Каунасском мединституте; Гурвич, Наум Лазаревич, ст. н. с., Неговский, Владимир Александрович, зав. Лаборатории экспериментальной физиологии по оживлению организма АМН СССР, — за предложение, разработку и внедрение в медицинскую практику ЭИТ аритмий сердца
6. Попов-Ильин, Борис Петрович, директор, Якобсон, Яков Савельевич, Славуцкий, Яков Львович, руководители лабораторий, Полян, Ефим Пинхасович, ст. н. с., Воскобойникова, Лидия Михайловна, руководитель отделения, Сысин, Александр Яковлевич, зав. отделом лаборатории ЦНИИПП; Ремизов, Алексей Иванович, техник МПОП; Гурфинкель, Виктор Семёнович, зав. лабораторией ИППИАН; Чеботарёв, Александр Иванович, гл. инженер МЗСА; Брейдо, Мордух Иеремеевич, нач. отдела ВНИИОПИКБТ, — за создание протеза предплечья с биоэлектрическим управлением
7. Высоцкий, Михаил Степанович, гл. конструктор, Гилелес, Лев Хацкелевич, Кузьмин, Николай Иванович (МАЗ), зам. гл. конструктора, Кожушко, Леонид Иванович, зам. директора, Гурдус, Иосиф Исаакович, зам. гл. инженера, Выгонный, Альберт Георгиевич, Демидович, Иван Францевич, нач. КБ, Познанский, Генрих Иванович, гл. технолог, Тарасов, Владимир Васильевич, гл. металлург, Кадылинский, Борис Павлович, нач. цеха, Волчок, Фёдор Яковлевич, нач. корпуса МАЗа, — за создание конструкции унифицированного семейства высокопроизводительных большегрузных транспортных автомобилей, автопоездов и автосамосвалов МАЗ-500 и организацию их производства на МАЗе
8. Кирьянов, Алексей Иванович (посмертно), руководитель работы, инженер, Абрамов, Валентин Георгиевич, ведущий конструктор отдела ОКБ станкостроения, Гуткин, Исаак Владимирович, нач. сектора отдела, Егудкин, Анатолий Семёнович, нач. лаборатории ОКБ, Алимпиев, Анатолий Семёнович, слесарь-сборщик, Пауков, Григорий Борисович, ст. мастер участка ЛССЗ имени Я. М. Свердлова; Панов, Виктор Алексеевич, зам. нач. КБ, Дурыгин, Василий Григорьевич, сборщик-механик ЛОМО, — за создание тяжёлых координатно-расточных станков особо высокой точности с размером стола 1 000 Х 1 6000 и 1 400 х 2 240 мм
9. Пржиялковский, Виктор Владимирович, Ростовцев, Игорь Кириллович, Екельчик, Михаил Емельянович, гл. инженеры, Лопато, Георгий Павлович, директор, Карпилович, Юрий Владимирович, гл. технолог, Бостанджян, Юрий Григорьевич, ведущий инженер, Смирнов, Геннадий Дмитриевич, зам. гл. инженера, Шуняков, Леонид Иванович, зам. нач. цеха, Мальцев, Николай Анатольевич, нач. отдела, работники предприятий МРП БССР; Столяров, Геннадий Константинович, зав. лабораторией Института математики АН БССР, — за создание семейства универсальных ЭВМ второго поколения типа «Минск» и освоение их серийного производства
10. Адо, Юрий Михайлович, нач. сектора, Мяэ, Энгель Александрович, нач. отдела ИФВФЭ; Кузьмин, Василий Фёдорович, Уваров, Виталий Александрович, нач. лабораторий РТИАН; Мозалевский, Игорь Анатольевич, нач. лаборатории, Попкович, Александр Владимирович, нач. отдела, Титов, Владимир Андреевич, нач. сектора НИИЭФА имени Д. В. Ефремова; Темкин, Адриан Самойлович, нач. лаборатории НИИ; Мещеряков, Константин Назарович, нач. управления ГКАЭ СССР; Ширяев, Фёдор Захарович, директор института; Мальцев, Станислав Филиппович, нач. Управления строительства; Николаев, Степан Дмитриевич, нач. Монтажного треста, — за проектирование и создание инженерного комплекса Серпуховского протонного синхротрона ИФВЭ, включающего электромагниты, вакуумную систему, системы радиоэлектроники и специальные инженерные сооружения
11. Невяжский, Исаак Харитонович, ст. н. с., Мурин, Борис Павлович, нач. отдела, Поляков, Борис Исаакович, Кульман, Валерий Густавович, Басалаев, Михаил Иванович, нач. лабораторий РТИАН; Ильевский, Сергей Александрович, гл. инженер линейного ускорителя, Тишин, Валерий Георгиевич, нач. лаборатории ИФВЭ; Капчинский, Илья Михайлович, зав. лабораторией, Плотников, Владимир Константинович, ст. н. с., Лазарев, Николай Владимирович, гл. инженер линейного ускорителя ИТЭФ; Вахрушин, Юрий Петрович, нач. лаборатории, Солнышков, Адольф Иванович, ст. н. с. НИИЭФА имени Д. В. Ефремова, — за разработку, сооружение и ввод в действие линейного ускорителя протонов на энергию 100 Мэв — инжектора Серпуховского протонного синхротрона
12. Гурба, Виктор Васильевич, директор, Урумов, Тамерлан Михайлович, зам. директора, Башилов, Юрий Борисович, нач. лаборатории, Ешпанов, Далабай Оспанович, директор Восточно-Джезказнанского рудника, Бупежанов, Мухит Кульджанович, бывший директор Джезказганского рудоуправления, Ищук, Владислав Никонович, бывший гл. инженер Ачисайского полиметаллического комбината, Логинов, Владимир Илларионович, директор, Мауленкулов, Сак Мауленкулович, нач. Западного рудника, Щербинин, Виктор Фёдорович, нач. участка Миргалимсайского рудника, работники Джезказганского ГМК имени К. И. Сатпаева; Омаров, Газиз Омарович, управляющий Джезказганским шахто-проходческим трестом; Хромченко, Соломон Харитонович, гл. инженер проекта ГИППЦМ; Шарипов, Вахит Шарипович, руководитель отдела Института горного дела АН Казахской ССР, — за разработку и внедрение новой технологии добычи руд с комплексной механизацией процессов горных работ с использованием самоходного оборудования на шахтах Джезказганского ГМК и Ачисайского ПМК
13. Жадаев, Валентин Георгиевич, гл. инженер, Малиованов, Даниил Исаакович, директор, Пружинер, Виктор Лазаревич, гл. конструктор, Быдеровский, Савелий Исаакович, Морозова, Наталья Антоновна, Гришин, Константин Николаевич, гл. конструкторы проектов, Шеремет, Григорий Филиппович, нач. отдела ЦНИПКИПМКУГППС; Меликсетов, Сергей Степанович, гл. инженер комбината «Донецкшахтострой», Марков, Анатолий Александрович, гл. механик треста «Донецкшахтопроходка»; Козаченко, Виктор Андреевич, ведущий конструктор, Шавруков, Евгений Захарович, бывший ведущий конструктор СКБ Ясиноватского МСЗ, — за создание высокопроизводительных средств механизации выемки породы (типа КС), обеспечивших высокиескорости проходки вертикальных стволов шахт горной промышленности
14. Райгородский, Рафаил Петрович, руководитель работы, нач. отдела, Рощупкин, Владимир Иванович, директор, Судницын, Николай Владимирович, Калабалык, Анатолий Васильевич, Черников, Михаил Сергеевич, Бирюков, Владимир Ананьевич, гл. конструкторы проектов ГНИПКИНМ; Рудоискатель, Владимир Васильевич, гл. конструктор отдела, Шахоткин, Борис Васильевич, руководитель группы, работники Уралмашзавода, Фрайфельд, Вениамин Евгеньевич, зам. гл. конструктора завода, Шевырёв, Александр Иванович, токарь того же завода; Сыроваткин, Леонид Владимирович, управляющий, Ершов, Алексей Михайлович, ст. механик участка треста «Первомайбурнефть», — за создание и внедрение оборудования для комплексной механизации спуско-подъёмных операций при бурении нефтяных и газовых скважин (АСП)
15. Бобкова, Ольга Сергеевна, руководитель работы, ст. н. с., Лякишев, Николай Павлович, нач. лаборатории ЦНИИЧМ имени И. П. Бардина; Нахабин, Василий Павлович, руководитель работы, директор, Королёв, Александр Александрович, гл. инженер, Бродский, Анатолий Яковлевич, нач. цеха, Гертнер, Антон Севастьянович, зам. нач. цеха СЗФ; Шолохов, Виктор Фёдорович, нач. отдела НЗФ; Викулов, Владимир Ильич, бывший ст. мастер ЧЭМК; Невский, Роман Александрович, зам. нач. ГУ МЧМ СССР; Фролов, Аверкий Алексеевич, гл. специалист Госплана СССР, — за исследование, разработку и внедрение технологии получения высококачественных хромовых сплавов силикотермическим методом
16. Новиков, Алексей Викторович, руководитель работы, гл. инженер, Фридман, Лев Петрович, гл. технолог, Михайлов, Николай Павлович, бывший нач. цеха БГМК; Триста, Борис Акимович, гл. инженер проекта, Вайман, Юрий Фёдорович, гл. технолог отдела, Рапота, Вячеслав Фёдорович, гл. специалист отдела ГИППЦМ; Глушков, Георгий Иванович, нач., Раттенберг, Вадим Николаевич, нач. отдела СКБ тяжёлых металлов при «Гинцветмете»; Веселовский, Николай Васильевич, нач., Леонова, Элеонора Павловна, гл. конструктор проекта СКБ ВНИИЭТО; Данков, Владимир Александрович, нач. лаборатории НИИ; Пресняков, Александр Александрович, зав. лабораторией ИЯФ АН Казахской ССР, — за создание и промышленное освоение первого в металлургической промышленности комплексно-автоматизированного цеха непрерывной разливки слитков из бескислородной меди, обеспечивающего резкое увеличение выпуска высококачественной кабельной продукции
17. Кабанов, Николай Павлович, нач. ГУ МПСМ РСФСР; Щукин, Виталий Сергеевич, директор, Бабинов, Георгий Александрович, Быстров, Николай Матвеевич, рабочие-машинисты проката БСЗ имени М. Горького; Моряшов, Павел Иванович, нач. ГУ МС СССР; Карт, Борис Григорьевич, 1-й зам. нач., Ерехинский, Владимир Владимирович, зам. нач., Одинцов, Вадим Александрович, гл. технологуправления Главволговятскстроя; Дроздов, Валентин Алексеевич, руководитель лаборатории ЦНИПЭИПЗС; Дмитриев Иван Николаевич, бывший управляющий трестом № 4 «Дзержинский», — за разработку и внедрение механизированного (поточного) способа производства стеклопрофилита и массовое применение его в строительстве
18. Доллежаль, Николай Антонович; Григорьянц, Артём Николаевич, нач. ГУ МЭЭ СССР; Невский, Владимир Петрович, директор АЭС; Алещенков, Пётр Иванович, Лунина, Лидия Ивановна, Князева, Галина Дмитриевна, Митяев, Юрий Иванович, сотрудники ИАЭ имени И. В. Курчатова; Минашин, Михаил Егорович, Кочетков, Лев Алексеевич, сотрудники ФЭИ; Пономарёв, Юрий Васильевич, директор ВИПОЭС; Позднякова, Альбина Васильевна, Егоров, Константин Яковлевич, сотрудники ГК по использованию атомной энергии при СМ СССР, — за создание Белоярской АЭС имени И. В. Курчатова

- Березняк, Александр Яковлевич, авиаконструктор
- Бункин, Борис Васильевич, физик
- Киселёв, Иван Иванович, генеральный директор ГАЗа
- Конопатов, Александр Дмитриевич, энергетик
- Нудельман, Александр Эммануилович, конструктор авиационного оружия
- Охоцимский, Дмитрий Евгеньевич, учёный в области механики, — за работы, связанные с полётом «Луны-16»
- Сакович, Геннадий Викторович, химик
- Самойлов, Андрей Григорьевич, физико-химик
- Хорол, Давид Моисеевич, конструтор ракет

### За учебники
Для высших учебных заведений
1. Киреев, Валентин Александрович, зав. кафедрой МИСИ имени В. В. Куйбышева, — за учебник «Краткий курс физической химии» (1969, 4-е издание)
2. Скубачевский, Глеб Семёнович, зав. кафедрой МАИ имени С. Орджоникидзе, — за учебник «Авиационные газотурбинные двигатели, конструкция и расчёт деталей» (1969, 3-е издание)

## 1971

### В области науки
1. Арцимович, Лев Андреевич, руководитель работы, нач. отдела, Шафранов, Виталий Дмитриевич, Стрелков, Вячеслав Сергеевич, ст. н. с., Иванов, Денис Петрович, н. с., Разумова, Ксения Александровна, Мирнов, Сергей Васильевич, мл. н. с., Муховатов, Владимир Семёнович, Горбунов, Евгений Петрович, ст. инженеры, Спиридонов, Алексей Константинович, зам. нач. отдела, Ус, Артур Михайлович, руководитель группы, работники ИАЭ имени И. В. Курчатова; Петров, Михаил Петрович, мл. н. с. ФТИАН имени А. Ф. Иоффе; Моносзон, Наум Абрамович, нач. отдела НИИЭФА имени Д. В. Ефремова, — за цикл работ «Получение и исследование высокотемпературной термоядерной плазмы на установках „Токамак“»
2. Блохинцев, Дмитрий Иванович, ч.-к. АН СССР, Франк, Илья Михайлович, директора лабораторий, Шапиро, Фёдор Львович, зам. директора лаборатории, Матора, Иван Максимович, Шабалин, Евгений Павлович, руководители групп, Николаев, Сергей Константинович, гл. инженер лаборатории, Руденко, Василий Тимофеевич, нач. отдела ОИЯИ; Украинцев, Фёдор Ильич[1], главный инженер отдела Физико-энергетического института, Головнин, Игорь Стефанович, нач. лаборатории ИАЭ имени И. В. Курчатова; Блохин, Георгий Ермолаевич, нач. КБ лаборатории ЦИАМ имени П. И. Баранова; Бондаренко, Игорь Ильич (посмертно), — за цикл работ «Исследовательский реактор ИБР и реактор ИБР с инжектором»
3. Фаддеев, Людвиг Дмитриевич, профессор ЛГУ имени А. А. Жданова, — за цикл работ по корректной постановке и исследованию квантовой задачи трёх частиц («Уравнения Фаддеева») (1960—1967)
4. Аксёнов, Евгений Петрович, профессор, Дёмин, Владимир Григорьевич, доцент, Дубошин, Георгий Николаевич, зав. кафедрой МГУ имени М. В. Ломоносова; Гребеников, Евгений Александрович, зав. лабораторией ИТЭФ; Кислик, Михаил Дмитриевич, профессор МФТИ, — за цикл работ по современным проблемам и методам небесной механики (1958—1968)
5. Андреев, Константин Константинович (химик), Беляев, Александр Фёдорович, — за цикл работ по термическому разложению, горению, детонации и работе взрыва конденсированных систем
6. Разуваев, Григорий Алексеевич, директор, Вязанкин, Николай Сергеевич, зам. директора ИМХАН, — за цикл работ по синтезу и реакционной способности би- и полиметаллоорганических соединений (1963—1970)
7. Горецкий, Гавриил Иванович, зав. сектором Лаборатории геохимических проблем АН БССР, — за работы по палеопотамологии, строению аллювия и истории великих прарек Русской равнины в антропогене
8. Андрияшев, Анатолий Петрович, ч.-к. АН СССР, зам. директора ЗИАН; Бугаев, Виктор Антонович, директор Гидрометцентра СССР; Дубовский, Борис Владимирович, нач. отдела Союзморниипроекта; Живаго, Александр Васильевич, ст. н. с. ГИАН; Капица, Андрей Петрович, ч.-к. АН СССР, председатель президиума ДВНЦАН; Трешников, Алексей Фёдорович, директор, Короткевич, Евгений Сергеевич, зам. директора ААНИИ; Лисицын, Александр Петрович, зав. лабораторией ИОАН имени П. П. Ширшова; Марков, Константин Константинович, зав. кафедрой МГУ имени М. В. Ломоносова; Равич, Михаил Гиршевич, зам. директора НИИГА; Толстиков, Евгений Иванович, зам. нач. ГУ ГМС при СМ СССР; Шумский, Пётр Александрович, зав. отделом ИФТПС Якутского филиала СОАН, — за «Атлас Антарктики» в 2 томах (1966, 1969)
9. Крогиус, Фаина Владимировна, ст. н. с., Крохин, Евгений Михайлович, зав. лабораторией Камчатского отделения ТОНИИРХО; Меншуткин, Владимир Васильевич, руководитель группы ИЭФБХАН имени И. М. Сеченова, — за научный труд «Сообщество пелагических рыб озера Дальнего (опыт кибернетического моделирования)» (1969)
10. Иерусалимский, Николай Дмитриевич (посмертно), Скрябин, Георгий Константинович, ч.-к. АН СССР, директор, Ерошин, Валерий Константинович, Лозинов, Александр Борисович, зав. лабораториями ИБХФМАН; Гололобов, Александр Дмитриевич, Градова, Нина Борисовна, зав. лабораториями ВНИИББВ; Денисов, Николай Иванович, зав. лабораторией ВНИИЖ; Квасников, Евгений Иванович, зав. сектором ИМВ имени Д. К. Заболотного АН УССР; Ладан, Пантелеймон Ефимович, академик ВАСХНИЛ, зав. кафедрой ДСХИ; Мейсель, Максим Николаевич, ч.-к. АН СССР, зав. отделом ИНМИАН; Николаев, Пётр Иванович, зав. кафедрой МИХМАШ; Покровский, Алексей Алексеевич, д. ч. АН СССР, директор Института питания АМН СССР, — за разработку научных основ микробиологического получения белковых веществ из углеводородов нефти
11. Петровский, Борис Васильевич, руководитель работы, директор, Шумаков, Валерий Иванович, руководитель отделения НИИКЭХ; Соловьёв, Глеб Михайлович, ч.-к. АМН СССР, директор Института трансплантации органов и тканей АМН СССР; Лопухин, Юрий Михайлович, Лопаткин, Николай Алексеевич, ч.-к. АМН СССР, зав. кадерами 2-го ММИ имени Н. И. Пирогова, — за разработку и внедрение в клиническую практику пересадки почек
12. Шмидт, Евгений Владимирович, руководитель работы, д. ч. АМН СССР, директор, Брагина, Людмила Константиновна, Верещагин, Николай Викторович, ст. н. с., Колтовер, Александра Николаевна, зав. лабораторией Института неврологии АМН СССР, — за цикл работ по изучению НМК при патологии магистральных артерий головы (1959—1970)
13. Аванесов, Рубен Иванович, ч.-к. АН СССР, зав. сектором ИРЯ АН СССР; Кондрат Крапива (Атрахович Кондрат Кондратьевич), вице-президент АН БССР, бывший директор; Мацкевич, Юзефа Флориановна, Бирилло, Николай Васильевич, зав. секторами, Войтович, Нина Трофимовна, ст. н. с., Кривицкий, Александр Антонович, Орешонкова, Анна Владимировна, Романович, Евгения Михайловна, ст. н. с., Чеберук, Елена Ивановна, мл. н. с. Института языкознания имени Я. Коласа АН БССР; Груцо, Алексей Петрович, профессор МГПИ имени А. М. Горького; Мурашко, Антинея Григорьевна, доцент БГУ имени В. И. Ленина; Шелег, Ольга Михайловна, филолог, — за комплекс работ по белорусской лингвогеографии
14. Дульзон, Андрей Петрович, зав. кафедрой ТГПИ имени Ленинского комсомола, — за монографию «Кетский язык» (1968)

### В области техники
1. Антонов, Александр Иванович, аппаратчик, Борисов, Фёдор Степанович, Шиляев, Иван Никифорович, Галиаскаров, Зуфар Карамович, ст. аппаратчики, Лупанов, Павел Александрович, нач. производства, Мокин, Анатолий Александрович, секретарь парткома, Слепых, Вера Ивановна, гл. экономист, Шаров, Пётр Михайлович, директор Щёкинского химкомбината; Сёмин, Сергей Гаврилович, зам. нач. управления, Чередниченко, Константин Константинович, зам. МХП СССР, — за разработку системы мероприятий по повышению производительности труда и внедрение их на Щёкинском химкомбинате, предприятиях МХП СССР и других отраслях
2. Бадалов, Георгий Парсамович, гл. инженер ГУ МТСХМ СССР; Тимошенко, Яков Алексеевич, нач. цеха, Дронг, Иван Иосифович, профессор, гл. конструктор, Бойков, Пётр Иванович, гл. инженер, Войтиков, Виктор Владимирович, Прицкер, Пётр Яковлевич, зам. гл. конструктора, Грузд, Марат Дмитриевич, тракторист-испытатель, Слюньков, Николай Никитович, директор, Шишонок, Валентин Андреевич, зам. гл. инженера МТЗ; Кузнецов, Андрей Филиппович, слесарь МЗСИиТО; Лебедев, Виктор Иванович, гл. инженер КТЗ; Рожков, Владимир Алексеевич, директор ММЗ, — за создание и освоение серийного производства унифицированных колёсных, полугусеничных и гусеничных тракторов классов 1,4—2 тонны тяги на основе базовой модели «Беларусь» МТЗ-50 для комплексной механизации возделывания пропашных культур
3. Воронцов, Александр Трофимович, ст. н. с. отдела, Захарова, Елена Ивановна, зав. отделом, Ковалёв, Александр Авраамович, руководитель группы, Толочко, Чеслав Станиславович, гл. инженер ОКБ, Потапенко, Яков Иванович, директор Всероссийского НИИВВ; Гогунский, Георгий Григорьевич, гл. конструктор ГСКБ по почвообрабатывающим машинам общего назначения; Думай, Леонид Бенционович, зав. отделом, Смелянский, Наум Лейбович, ст. н. с. УНИИВВ имени В. Е. Таирова; Писарев, Юрий Николаевич, бывший директор Одесского ЗСХМ имени Октябрьской революции; Сармакешев, Георгий Сергеевич, нач. отдела ПСО «Донвино»; Паламарчук, Глеб Дмитриевич, зав. отделом ВНИИВВ «Магарач»; Алексеев, Прокофий Иванович, бывший зав. механическими мастерскими совхоза имени В. И. Ленина, — за разработку и внедрение в производство технологии механизированного возделывания виноградников в зоне укрывного виноградарства
4. Бородин, Павел Дмитриевич, директор, Вольский, Аркадий Иванович, бывший нач. цеха, Калачёв, Константин Александрович, зам. гл. инженера управления, Масленников, Илларион Михайлович, гл. конструктор по проектированию технологической остнастки, Плахов, Анатолий Максимович, бывший гл. конструктор по механизации транспортно-складских работ, Смирнов, Анатолий Владимирович, нач. управления, Степин, Лев Иванович, нач. отдела, Тиль, Борис Леонидович, нач. КБ, Фёдоров, Николай Александрович, нач. производства, Фишкис, Моисей Миронович, гл. сварщик, Цветков, Пётр Алексеевич, гл. инженер управления, Холмогоров, Михаил Владимирович, гл. конструктор по прессостроению, — за разработку и внедрение системы комплексной механизации основных и вспомогательных процессов производства на Московском автомобильном заводе имени И. А. Лихачёва
5. Захарченко, Тиверий Михайлович, директор, Милосердный, Анатолий Кириллович, гл. инженер, Пильч, Пиня Моисеевич, бывший гл. инженер, Ковалёв, Евгений Иосифович, зам. гл. инженера, Малышев, Борис Сергеевич, гл. технолог Оршанского ССЗ «Красный борец»; Жданович, Владимир Фёдорович, гл. инженер, Лемберик, Яков Григорьевич, зам. гл. инженера, Кунин, Михаил Израилевич, гл. инженер проекта, Колчин, Евгений Петрович, нач. отдела, Хомяков, Иван Илларионович, Саркисян, Зинаида Николаевна, нач. бригад ГПТЭИ «Оргстанкинпром»; Григорьев, Василий Акимович, гл. инженер Витебского СКБ зубообрабатывающих, шлифовальных и заточных станков, — за создание и освоение показательного комплексно-механизированного производства станков высокой и особо высокой точности, уникального по масштабам выпуска, технологии, организации производства и труда
6. Овсепян, Грачья Есаевич, руководитель работы, нач. отдела, Буниатян, Мнапакан Рубенович, зав. лабораторией, Эйлезян, Хачик Карапетович, нач. лаборатории, Саркисян, Фадей Тачатович, директор, Сагоян, Грант Самсонович, зам. директора, Хачатрян, Михаил Артаваздович, ведущий инженер-конструктор, Ишин, Владимир Савельевич, зам. нач. отделения Ереванского НИИММ; Туманян, Саргис Амаякович, директор Ереванского завода «Электрон»; Закиров, Айрат Вагизович, нач. лаборатории СКБ завода ЭВМ «Наири», — за разработку и создание семейства «ЭВМ Наири» с микропрограммным принципом построения и встроенной системой автоматического программирования
7. Карапетян, Гурген Бейбутович, руководитель работы, гл. конструктор, Архангельский, Владислав Леонидович, Копылов, Валентин Спиридонович, зам. гл. конструктора СКБ бурового оборудования; Камышников, Аркадий Иванович, инженер, Суров, Пётр Прокофьевич, нач. цеха, Царёв, Василий Павлович, гл. инженер Волгоградского ЗБО «Баррикады»; Скловский, Георгий Осипович, зам. директора, Антонов, Арсений Александрович ГНИПИНМ; Мищевич, Виктор Ильич, зам. нач., Скрыпник, Степан Григорьевич, гл. инженер вышкомонтажной конторы объединения «Татнефть»; Жутаев, Александр Михайлович, гл. механик управления «Лениногорскбурнефть»; Расизаде, Артур Таир оглы, нач. отдела АзНИИНМ, — за создание и промышленное освоение комплексных буровых установовок и противовыбросного оборудования
8. Петухов, Игнатий Макарович, зав. отделом, Бич, Яков Адамович, зав. лабораторией, Омельченко, Александр Николаевич, директор, Авершин, Степан Гаврилович, бывший зам. директора ВНИИГММД; Винокур, Беньямин Шулимович, зав. сектором Уральского филиала ВНИИГММД; Власов, Василий Николаевич, бывший гл. инженер комбината «Кизелуголь»; Литвин, Валентин Александрович, гл. маркшейдер, Старосельцев, Василий Степанович, нач. управления, Прочан, Тихон Карпович, бригадир, Огнев, Вадим Николаевич, бывший гл. инженер шахты имени М. С. Урицкого; Смирнов, Борис Васильевич, нач. участка шахты имени Н. К. Крупской; Еркин, Афанасий Акимович, управляющий трестом «Сучануголь», — за разработку и внедрение комплекса мер борьбы с горными ударами на шахтах СССP
9. Кершанский, Иван Иванович, руководитель работы, зав. лабораторией, Куур, Вячеслав Петрович, ст. мастер отделения опытного завода ВНИГМИ; Воронин, Иван Семёнович, директор, Пронькин, Владимир Фёдорович, нач. цеха, Сидоровский, Валерий Александрович, мастер отделения Усть-Каменогорского СЦК имени В. И. Ленина; Бровин, Иван Петрович, гл. механик свинуцового завода Сихотэ-Алиньского ПМК; Ходабергенов, Рзабай Жолдинович, директор, Ильяшенко, Василий Дмитриевич, нач. отделения цеха Чимкентского свинцового завода имени М. И. Калинина; Лакерник, Марк Моисеевич, зам. директора института «Гинцветмет»; Овчаренко, Виктор Петрович, мл. н. с. Института металлургии и обогащения АН Казахской ССР; Штейнгарт, Генрих Михайлович, директор, Саутиев, Таймураз Данилович, нач. цеха завода «Электроцинк», — за разработку и внедрение в свинцовую промышленность СССР принципиально новой технологии извлечения благородных металлов с применением электротермии, обеспечивающей увеличение выпуска золота и серебра
10. Панюшкин, Николай Васильевич, нач. ГУ МЧМ УССР; Касьян, Владимир Хрисанфович, директор, Бураковский, Валерий Наумович, ведущий конструктор, Бердянский, Марк Григорьевич, Бродский, Ирман Иделевич, Крюков, Георгий Яковлевич, Малинка, Анатолий Васильевич, Слюсарев, Анатолий Николаевич, Гринвальд, Вальтер Александрович, Веевник, Владимир Фомич, нач. центральной лаборатории автоматизации и механизации ДТЗ имени В. И. Ленина; Бибик, Георгий Алексеевич, бывший директор НТЗ имени К. Либкнехта; Куриленко, Виктор Харитонович, нач. цеха НЮТМЗ имени 50-летия Великой Октябрьской социалистической революции, — за разработку и внедрение машин, механизмов и приборов для автоматизации и интенсификации трубного производства
11. Походня, Игорь Константинович, руководитель отдела, Марченко, Анатолий Ефимович, ст. н. с., Явдощин, Игорь Романович, ведущий инженер, Бейниш, Азриль Моисеевич, гл. технолог отдела ИЭС имени Е. О. Патона АН УССР; Шахпазов, Христофор Сергеевич, нач. ГУ МЧМ СССР; Михалевский, Тимофей Емельянович, гл. специалист ГИПМЗ; Воронцова, Елена Ивановна, зам. директора ИГТП АМН СССР; Рахманов, Александр Дмитриевич, нач. отдела МОСЗ; Стрижаков, Ивавн Павлович, директор Одесского СПЗ имени Ф. Э. Дзержинского; Ладнов, Пётр Иванович, директор Череповецкого СПЗ; Ерохин, Андрей Александрович, ст. н. с. ИМетАН имени А. А. Байкова; Шнейдеров, Рафаил Григорьевич, гл. сварщик проектного института «Промстальконструкция», — за коренное улучшение условий труда и повышение производительности при сварке покрытыми электродами и их производстве
12. Елисеев, Юрий Александрович, нач. СКО, Карагин, Алексей Васильевич, директор, Морозов, Алексей Петрович, гл. специалист, Морозов, Григорий Павлович, Сусликов, Игорь Павлович, гл. архитекторы проекта, Курбатов, Олег Александрович, гл. конструктор, Райнус, Григорий Элиозарович, зав. лабораторией ЛЗНИПИТЭПЖОЗ; Дисман, Исаак Залманович, нач. отдела проектного института «Промстальконструкция»; Заварухин, Юрий Ильич, секретарь ЛГК КПСС; Каменский, Георгий Николаевич, зам. нач. Главленинградстроя; Крайнес, Леонид Яковлевич, управляющий, Сорожкин, Василий Тимофеевич, бригадир монтажников-верхолазов треста «Севзапстальконструкция», — за исследование новой двухпоясной винтовой системы для крупных пролётов и внедрение её в строительство (на примере ДС «Юбилейный» в Ленинграде)
13. Попов, Сергей Александрович, управляющий, Авдеев, Фёдор Алексеевич, гл. инженер, Блейман, Исаак Львович, нач. отдела, Антонян, Тигран Сарскисович, нач. лаборатории треста «Союзвзрывпром»; Мухамедов, Таир Мухамедович, министр, Шарипов, Таир Шарипович, зам. министра мелиорации и водного хозяйства Таджикской ССР; Покровский, Георгий Иосифович, профессор ВВИА имени Н. Е. Жуковского; Свентковский, Борис Кириллович, бывший гл. инженер Таджикгидростроя; Юлиш, Яков Айзикович, гл. инженер проекта института «Гипроводхоз»; Певзнер, Анатолий Иосифович, гл. инженер Главспецпромстроя; Недрига, Василий Павлович, руководитель сектора ВНИИ «Водгео»; Дунин-Барковский, Лев Валерианович, зам. директора ВНИИГиМ, — за сооружение каменнонабросной плотины Байпазинского гидроузла на реке Вахш массовыми направленными взрывами «на сброс»
14. Фигуровский, Иринарх Алексеевич, руководитель работы, гл. инженер, Савоничев, Георгий Васильевич, директор, Зубанов, Владимир Александрович, гл. конструктор, Катков, Владимир Григорьевич, стекловар Гусевского хрустального завода; Сырицкая, Зинаида Михайловна, зав. лабораторией ГНИИС; Клегг, Джим Иванович, директор, Юдин, Николай Александрович, зав. сектором, Пчеляков, Константин Афанасьевич, зав. отделом, Соколов, Сергей Владимирович, гл. конструктор ПКБ Гусевского филиала ГНИИС; Мохнин, Николай Фёдорович, гл. инженер, Брауде, Михаил Зосимович, нач. управления «Владимирстекло»; Белый, Алексей Тихонович, гл. инженер Дятьковского хрустального завода, — за разработку и внедрение в производство сортовой посуды способа непрерывной варки и выработки изделий из свинцового хрусталя и цветных стёкол, окрашенных окислами редкоземельных металлов

- Зверев, Сергей Алексеевич, министр оборонной промышленности СССР
- Изотов, Сергей Петрович, конструктор авиадвигателей, генеральный конструктор НПО им. В. Я. Климова
- Ильюшин, Сергей Владимирович, авиаконструктор

### За учебники
Для высших учебных заведений
1. Крешков, Анатолий Павлович, зав. кафедрой МХТИ имени Д. И. Менделеева, — за учебник «Основы аналитической химии» (2-е издание, 1965)
2. Маргулова, Тереза Христофоровна, профессор МЭИ, — за учебник «Атомные электрические станции» (1969)

## 1972

### В области науки
1. Степанов, Борис Иванович, директор, Рубинов, Анатолий Николаевич, зав. лабораторией, Мостовников, Василий Андреевич, мл. н. с. Института физики АН БССР, — за цикл работ по исследованию явления оптической генерации в растворах сложных органических соединений и созданию на их основе нового типа лазеров с плавно перестраиваемой частотой излучения в широкой области спектра (1964—1971)
2. Тулинов, Анатолий Филиппович, руководитель работы, профессор, Меликов, Юрий Владимирович, доцент МГУ имени М. В. Ломоносова; Куликаускас, Вацловас Станиславович, ст. н. с., Иферов, Григорий Аркадьевич, ведущий инженер, Похил, Григорий Павлович, ст. инженер НИИИЯФ МГУ имени М. В. Ломоносова; Пузанов, Арий Александрович, доцент УПИ имени С. М. Кирова; Ахметова, Бэла Габдулгалиевна, доцент КазГУ имени С. М. Кирова; Карамян, Саркис Аршавирович, н. с. ОИЯИ, — за открытие и исследование эффекта теней в ядерных реакциях на монокристаллах
3. Барбашин, Евгений Алексеевич, академик АН БССР, — за цикл работ по проблемам устойчивости систем автоматического регулирования (1967—1970)
4. Алимарин, Иван Павлович, зав. лабораторией, Золотов, Юрий Александрович, ч.-к. АН СССР, зам. директора, Чупахин, Михаил Сергеевич, ст. н. с., Яковлев, Юрий Всеволодович, зам. зав. лабораторией ИГАХАН имени В. И. Вернадского; Горюшина, Валентина Гавриловна, Недлер, Всеволод Васильевич, зав. лабораториями ГНИПИРП; Божевольный, Евгений Александрович, зав. лабораторией ВНИХРОЧХВ, — за разработку теории и новых методов анализа высокочастотных металлов, полупроводниковых материалов и химических реактивов
5. Чирков, Николай Михайлович, — за цикл работ в области кинетики газофазных цепных, жидкофазных кислотно-основных реакций и процессов полимеризации и сополимеризации α-олефинов
6. Тимофеев, Пётр Петрович, зам. директора ГИАН, — за монографию в 2-х книгах «Геология и фации юрской угленосной формации Южной Сибири» и «Юрская угленосная формация Южной Сибири и условия её образования» (1969—1970)
7. Красильников, Николай Александрович, ч.-к. АН СССР, зав. отделом ИНМИАН, — за цикл работ по биологии актиномицетов и научным основам их практического использования (1950—1970)
8. Конрад, Николай Иосифович, руководитель работы; Неверов, Святослав Витальевич, доцент МГИМО; Попов, Константин Алексеевич, Сыромятников, Николай Александрович, ст. н. с. ИВАН; Фельдман-Конрад, Наталия Исаевна, член СП СССР; Цын, Марианна Самойловна, ст. преподаватель бывшего Московского института востоковедения, — за двухтомный «Большой японско-русский словарь» (1970)
9. Роде, Алексей Андреевич, зав. лабораторией Почвенного института имени В. В. Докучаева ВАСХНИЛ, — за двухтомную монографию «Основы учения о почвенной влаге» (1965, 1969)
10. Солодовников, Владимир Викторович, руководитель работы, Попов, Евгений Павлович, ч.-к. АН СССР, зав. кафедрами, Семёнов, Виктор Владимирович, доцент МВТУ имени Н. Э. Баумана; Лётов, Александр Михайлович, ч.-к. АН СССР, Уланов, Георгий Михайлович, зав. лабораториями, Петров Борис Николаевич, зав. отделом ИПУ (автоматики и телемеханики); Поспелов, Гермоген Сергеевич, ч.-к. АН СССР, зав. лабораторией ВЦ АН СССР; Казакевич, Вильям Викторович, зав. кафедрой МПИ; Кузин, Лев Тимофеевич, зав. кафедрой МИФИ; Петров, Вячеслав Вячеславович, зав. кафедрой МАИ имени С. Орджоникидзе; Топчеев, Юрий Иванович, нач. сектора НИИ; Шаталов, Александр Степанович, научный консультант ВИА имени Ф. Э. Дзержинского, — за серию инженерных монографий «Техническая кибернетика. Теория автоматического регулирования» в 4-х книгах (1967—1969)
11. Ренне, Владимир Тихонович, — за цикл работ по теории, расчёту и конструированию электрических конденсаторов

### В области техники
1. Поляков, Валентин Александрович, руководитель работы, зав. кафедрой, Чемянов, Григорий Георгиевич, доцент ЦОЛИУВ; Волков, Мстислав Васильевич, д. ч. АМН СССР, директор ЦИТО имени Н. Н. Приорова; Николаев, Георгий Александрович, руководитель работы, ч.-к. АН СССР, зав. кафедрой, Лощилов, Владимир Иванович, доцент МВТУ имени Н. Э. Баумана; Петров Владимир Иванович, профессор 1-го ММИ имени И. М. Сеченова; Лебедев, Валерий Павлович, ст. н. с. ИФАН имени И. П. Павлова, — за разработку и применение в клинической практике методов ультразвукового соединения костей после переломов, ортопедических и торакальных операций, воссоздания костной ткани при заболеваниях и дефектах костей, а также ультразвуковой резки живых биологических тканей
2. Абросимов, Иван Фёдорович, гл. металлург, Арсеньев, Ростислав Николаевич, зам. гл. инженера, Добрынин, Анатолий Михайлович, директор, Долецкий, Виталий Алексеевич, гл. инженер, Зеленов, Валериан Васильевич, зам. гл. конструктора, Иванов, Алексей Александрович, зам. директора, Комаров, Алексей Дмитриевич, гл. конструктор СКБ, Костерин, Вадим Евгеньевич, технический наладчик, Чернышёв, Георгий Дмитриевич, гл. конструктор, Щеглов, Юлий Алексеевич, секретарь партийного комитета, работники ЯМЗ; Соколов, Лев Геннадьевич, директор ЯЗТА; Чистозвонов, Сергей Борисович, руководитель сектора ЦНИААМИ, — за создание унифицированного семейства двигателей ЯМЗ многоцелевого назначения, организацию их высокомеханизированного производства, разработку и внедрение системы управления качеством
3. Туполев, Андрей Николаевич, руководитель работы, генеральный конструктор, Иосилович, Исаак Борисович, зам. генерального конструктора, Селяков, Леонид Леонидович, зам. гл. конструктора, Вуль, Владимир Михайлович, ведущий конструктор, Николаев, Владимир Прокофьевич, зам. гл. инженера, Иванов, Борис Сергеевич, нач. бригады, Каштанов, Николай Никитович, нач. подразделения ОКБ; Хохлов, Борис Алексеевич, директор авиационного завода; Субботин, Михаил Иванович, директор мостостроительного завода; Беляев, Василий Феодосьевич, зам. гл. конструктора КБ; Бугаев, Борис Павлович, бывший командир авиаотряда гражданской авиации; Драгунов, Станислав Данилович, ведущий конструктор НИИ, — за создание скоростного пассажирского самолёта Ту-134 и его модификаций
4. Юрьев, Михаил Афанасьевич, директор, Животовский, Альберт Абрамович, гл. конструктор, Лотович, Георгий Николаевич, гл. технолог, Зиненко, Георгий Данилович, гл. конструктор проекта СКБ, Шайдаков, Борис Петрович, бывший нач. цеха, работники завода «Красное Сормово» имени А. А. Жданова; Турбин, Виктор Иванович, директор Волгоградского ССЗ; Грибанов, Юрий Евгеньевич, гл. специалист, Покровский, Дмитрий Дмитриевич, нач. ГУ Министерства; Хотькин, Леонид Лазаревич, Петров, Александр Васильевич, капитаны теплоходов; Ильин, Александр Петрович, капитан танкера; Успенский, Виктор Львович, нач. Волго-Донского речного пароходства, — за создание и серийное строительство судов нового класса смешанного плавания река — море и за осуществление высокоэффективных бесперевалочных перевозок грузов на внешнеторговых и внутрисоюзных линиях
5. Носов, Юрий Романович, руководитель работы, Гитцевич, Александр Борисович, Цыбульников, Марк Борисович, нач. лабораторий, Круглов, Игорь Иванович, гл. инженер, Постникова, Нина Васильевна, Семкина, Ольга Ивановна, ведущие инженеры, Фронк, Станислав Владиславович, нач. отдела, Марковникова, Любовь Яковлевна, нач. бюро, сотрудники НИИ; Калошкин, Эдуард Петрович, гл. инженер, Фазлеев, Ким Фахруллович, зам. нач. отдела ПО; Эпова, Антуанетта Афанасьевна, нач. сектора ОКБ завода полупроводниковых приборов; Калашников, Сергей Григорьевич, зав. отделом ИРЭАН, — за научно-техническую разработку, создание технологии массового производства и широкое внедрение в народное хозяйство полупроводниковых импульсных диодов и диодных матриц
6. Трухин, Пётр Михайлович, руководитель работы, нач., Токмагамбетов, Шугайпек Тулеубекович, гл. инженер, Матонин, Пётр Кузьмич, нач. управления, работники комбината «Карагандауголь»; Богданов, Василий Николаевич, бригадир комплексной бригады шахты «Северная»; Гульницкий, Николай Сергеевич, директор шахты имени И. А. Костенко; Дрижд, Николай Александрович, директор шахты имени В. И. Ленина; Кан, Алексей Никифорович, нач. участка шахты «Майкудукская»; Карженов, Калим, горнорабочий очистного забоя шахты «Шаханская»; Мартынов, Яков Иванович, гл. механик шахты «Волынская»; Хальфин, Халит-Гали Аскарович, директор шахты «Михайловская»; Худин, Юрий Людвигович, директор, Мукушев, Майжан Мукушевич, зам. директора Карагандинского НИУИ, — за разработку и внедрение высокоэффективной технологии добычи угля, концентрацию производства на базе применения комплексных средств механизации в Карагандинском угольном бассейне
7. Асан-Нури, Абдулла Оглы, директор ВНИИБТ; Муравленко, Виктор Иванович, нач., Сафиуллин, Мидхат Назифуллович, зам. нач. Гришин, Валентин Георгиевич, зам. гл. инженера, Крист, Марат Оттович, Воевода, Александр Никифорович, нач. отделов, Коломацкий, Виктор Николаевич, гл. механик, работники Тюменского ГПУ по нефтяной и газовой промышленности; Исянгулов, Авзалитдин Гизятуллович, нач. Урайского управления буровых работ; Рехвиашвили, Василий Виссарионович, зам. нач., Сабирзянов, Ахат Кабирович, гл. инженер Западно-Сибирского ГПО буровых работ; Калиничук, Василий Григорьевич, буровой мастер Стрежевского управления буровых работ; Хлюпин, Валентин Иванович, нач. Нижневартовского управления буровых работ, — за разработку и внедрение комплекса технико-технологических и организационных решений, обеспечивших в сложных природно-климатических условиях высокие темпы разбуривания нефтяных месторождений Западной Сибири и ускоренное создание нового нефтедобывающего района
8. Бондаренко, Евгений Степанович, директор, Ямпольский, Василий Макарович, гл. конструктор, Тартаковский, Игорь Константинович, нач. КБ, Финагин, Пётр Михайлович, руководитель группы, Ловчиков, Павел Кириллович, нач. цеха. работники ЭЗТМ; Полухин, Пётр Иванович, зав. кафедрой, Потапов, Иван Николаевич, профессор МИСиС; Дмитриев, Лев Дмитриевич, гл. конструктор отдела ВНИПКИММ; Осадчий, Владимир Яковлевич, зав. кафедрой ВЗМСИ; Данилов, Фёдор Александрович, директор, Белов, Евгений Александрович, зам. нач. цеха ПНТЗ; Могилёвкин, Феликс Давидович, нач. цеха ЧТПЗ, — за создание и широкое внедрение новых технологических процессов и станов винтовой прокатки для производства горячекатаных труб
9. Герасимов, Юрий Владимирович, нач. лаборатории, Филатов, Стефан Калинович, зам. нач. лаборатории, Чехомов, Олег Мстиславович, директор, Сидоров, Николай Васильевич, гл. электрометаллург, работники ЗМЗ; Бармотин, Иван Петрович, ст. н. с. ВНИИАМ; Тулин, Николай Алексеевич, директор ЧМЗ; Баканов, Константин Павлович, зам. нач. отдела ГУ МЧМ СССР; Косырев, Лев Константинович, зам. гл. инженера завода «Электросталь» имени И. Ф. Тевосяна; Власов, Николай Никифорович, нач. лаборатории УрНИИЧМ; Каблуковский, Анатолий Фёдорович, нач. лаборатории ЦНИИЧМ имени И. П. Бардина; Ойкс, Григорий Наумович, профессор МИСиС; Чернов, Григорий Иосифович, зав. лабораторией Челябинского НИИМ, — за коренное усовершенствование технологии выплавки и повышение качества высоколегированных сталей и сплавов ответственного назначения за счёт внепечной обработки инертным газом
10. Анпилов, Александр Яковлевич, бывший гл. инженер Воронежского ЗКИ; Белопольский, Маркс Самуилович, руководитель сектора, Беренштейн, Пейся Иосифович, Красноусова, Анна Семёновна, руководители лабораторий, Рохваргер, Ефим Лазаревич, зам. директора, Хиж, Адам Бенцович, гл. конструктор ПКБ, сотрудники КНИИСК; Бильдюкевич, Виктор Леонтьевич, бывший директор, Потеряйченко, Иван Моисеевич, слесарь Минского комбината стройматериалов; Дорожкин, Владимир Леонтьевич, нач. производства, Киршенбаум, Яков Борисович, гл. инженер Кучинского ККОМ; Солдатов, Геннадий Андреевич, директор Харьковского плиточного завода; Добужинский, Владимир Иванович, нач. управления МПСМ СССР, — за научно-техническую разработку новых технологических процессов, создание и внедрение поточно-автоматизированных конвейерных линий производства керамических плиток
11. Головкин, Николай Алексеевич, зав. кафедрой ЛТИХП, — за разработку теории и практики холодильного консервирования пищевых продуктов при близкриоскопических температурах

- Бурцев, Всеволод Сергеевич, учёный в области вычислительной техники
- Забродин, Алексей Валериевич
- Кеирим-Маркус, Игорь Борисович, биофизик, — за участие в разработке системы радиационной безопасности экипажей атомных подводных лодок
- Махотин, Николай Дмитриевич, конструктор ракетной техники
- Строганов, Генрих Борисович, металловед
- Яненко, Николай Николаевич, математик

Государственная премия СССР 1972 года за работы по ЯЗУ «Бук»: от НПО «Красная звезда» — И. М. Вишнепольский, Б. М. Вошедченко, Ю. Н. Глазунов; от ВМФ — Ю. Н. Косов; от ФЭИ — В. А. Кузнецов, В. Д. Банкрашков; от ОКБ-12 — С. В. Зотов, С. Ф. Фарафонов; от СФТИ — И. Г. Гвердцители; от МСМ — И. Д. Морохов и В. М. Тюгин.

### За учебники
Для высших учебных заведений
1. Кретович, Вацлав Леонович, ч.-к. АН СССР, профессор МТИПП, — за учебник «Основы биохимии растений» (1970, 5-е издание)

## 1973

### В области науки
1. Борисевич, Николай Александрович, ч.-к. АН СССР, руководитель лаборатории, Верещагин, Виктор Григорьевич, ст. н. с. ИФ АН БССР, — за исследование рассеяния излучения дисперсными системами и создание нового класса оптических фильтров для широкой области инфракрасного спектра
2. Адамович, Марат Иванович, Говорков, Борис Борисович, Белоусов, Анатолий Семёнович, Лебедев, Андрей Иванович, ст. н. с. Харламов, Сергей Петрович, мл. н. с., Тамм, Евгений Игоревич, зав. сектором ФИАН имени П. Н. Лебедева; Логунов, Анатолий Алексеевич, директор, Соловьёв, Лев Дмитриевич, нач. лаборатории ИФВЭ; Балдин, Александр Михайлович, ч.-к. АН СССР, директор лаборатории, Тавхелидзе, Альберт Никифорович, ч.-к. АН Грузинской ССР, директор ОИЯИ, — за цикл работ «Фоторождение π-мезона на нуклонах»
3. Корнейчук, Николай Павлович, ч.-к. АН УССР, зав. кафедрой ДГУ имени 300-летия воссоединения Украины с Россией, — за цикл работ по экстремальным задачам теории приближения (1961—1972)
4. Никольский, Борис Петрович, руководитель работы, зав. кафедрой, Шульц, Михаил Михайлович, ч.-к. АН СССР, профессор, Парфёнов, Анатолий Иванович, доцент ЛГУ имени А. А. Жданова; Белюстин, Анатолий Александрович, ст. н. с. НИХИ ЛГУ имени А. А. Жданова; Долидзе, Владимир Александрович, зам. нач., Хуцишвили, Арчил Николаевич, зам. зав. отделом СКБ аналитического приборостроения; Беневольский, Анатолий Сергеевич[2], зав. лабораторией, Юхновский, Виктор Павлович, гл. конструктор ОКБ, сотрудники ВНИИАЧМ; Александров, Валентин Викторович, зав. кафедрой ХГУ имени А. М. Горького; Федотов, Николай Андреевич, ст. н. с. ФХИ имени Л. Я. Карпова; Измайлов, Николай Аркадьевич, ч.-к. АН УССР, — за цикл работ по теории стеклянного электрода и электродным свойствам стёкол
5. Рамбиди, Николай Георгиевич, зав. отделом, Ежов, Юрий Степанович, ст. н. с. ИВТАН; Акишин, Пётр Алексеевич, Засорин, Евгений Зотикович, ст. н. с., Спиридонов, Виктор Павлович, зав. лабораторией МГУ имени М. В. Ломоносова; Виноградов, Михаил Иванович, нач. лаборатории НИИ, — за разработку нового метода высокотемпературной газовой электронографии и использование его для изучения строения неорганических молекул при температурах до + 2 500°С
6. Щеглов, Алексей Дмитриевич, зам. МГ СССР, — за цикл работ по региональной металлогении, изложенных в монографиях «Эндогенная металлогения Западного Забакалья» (1966), «Металлогения областей автономной активизации» (1968) и «Металлогения срединных массивов» (1971)
7. Герасимов, Иннокентий Петрович, директор, Леонтьев, Николай Фёдорович, Машбиц, Яков Григорьевич, зав. отделами, Лилиенберг, Дмитрий Анатольевич, ст. н. с. ИГАН; Давитая, Феофан Фарнеевич, директор ИГ имени Вахушти АН Грузинской ССР; Бруггер, Владимир Германович, ст. редактор ГУГК при СМ СССР; Воронов, Анатолий Георгиевич, Рябчиков, Александр Максимович, зав. кафедрами МГУ имени М. В. Ломоносова; Нуньес Хименес, Антонио, бывший президент АН Кубы; Каньяс-Абриль, Педро, директор, Массип и-Вальдес, Сальвадор, почётный президент ИГ АН Кубы; Торренте дель Валье, Хуан, директор департамента ИГ АН Кубы, — за создание Национального атласа Кубы
8. Голуб, Давид Мовшевич, академик АН БССР, зав. кафедрой МГМИ, — за цикл работ по развитию нервной системы, теоретическому и экспериментальному обоснованию метода создания новых нервных связей и центров (1949—1971)
9. Окладников, Алексей Павлович, директор ИФФ СО АН СССР; Шунков, Виктор Иванович, ч.-к. АН СССР, — за 5-томный научный труд «История Сибири» (1968—1969)

### В области техники
1. Воларович, Михаил Павлович, Соболев, Геннадий Александрович, зав. лабораториями, Пархоменко, Элеонора Ивановна, ст. н. с. ИФЗАН имени О. Ю. Шмидта; Сафронов, Николай Ильич, Нейштадт, Наум Михайлович, Мазанова, Зинаида Васильевна, ст. н. с., Осипов, Лев Николаевич, механик ВНИИМТР; Кондрашёв, Сергей Никитович, зав. лабораторией ВНИИСМС; Лузин, Геннадий Павлович, гл. инженер ВПО при МГ СССР; Майко, Михаил Иванович, нач. отряда Киевской геофизической комплексной экспедиции треста «Киевгеология»; Петров, Пётр Александрович, зав. лабораторией ВСНИИГГМС; Селезнёв, Лев Дмитриевич, зав. лабораторией отделения ЦНИГРИ, — за открытие пьезоэлектрического эффекта горных пород, разработку и внедрение в практику геологоразведочных работ пьезоэлектрического метода поисков и разведки месторождений полезных ископаемых
2. Панфилов, Михаил Панфилович, генеральный директор, Будинский, Арон Абрамович, зам. гл. инженера ЛОМО имени В. И. Ленина; Лебедев, Владимир Петрович, зам. генерального директора ЛОЭП «Светлана»; Думачев, Анатолий Пантелеевич, зав. отделом Ленинградского обкома КПСС; Носков, Пётр Кондратьевич, генеральный директор МПШО «Большевичка»; Цветков, Василий Фёдорович, бывший директор Дмитровского ПШО «Юность»; Антонов, Николай Иванович, генеральный директор МОМП «Молоко»; Шутяк, Владимир Николаевич, директор Львовского ПОО фирмы «Прогресс», — за создание и внедрение в народное хозяйство производственных объединений
3. Саркисов, Арутюн Христофорович, руководитель работы, зав. лабораторией, Петрович, Святослав Всеволодович, Королёва, Валентина Петровна, Подобедов, Александр Иванович, ст. н. с., Никифоров, Лев Иванович, Яблочник, Любовь Марковна, мл. н. с. ВИЭВ; Горинов, Юрий Михайлович, директор Калининской ОПЛ по изготовлению ветеринарных препаратов; Макарченко, Владимир Алексеевич, гл. ветеринарный врач Кимрского района; Третьяков, Александр Дмитриевич, нач. ГУ МСХ СССР; Сойдро, Иван Григорьевич, нач. управления МСХ ЭССР; Болдырев, Владимир Михайлович, нач. отдела МСХ БАССР, — за создание высокоэффективного профилактического препарата ТФ-130 (вакцины) против стригущего лишая крупного рогатого скота, разработку технологии его производства, освоение промышленного выпуска и внедрение в широкую ветеринарную практику
4. Мирахмедов, Садык Мирахмедович, зав. лабораторией ИЭБР АН Узбекской ССР; Хуторный, Юрий Петрович, зав. лабораторией НИИССХ имени Г. С. Зайцева, — за создание ветроустойчивых сортов хлопчатника и внедрение их в производство
5. Бураковский, Владимир Иванович, ч.-к. АМН СССР, директор ИССХ имени А. Н. Бакулева АМН СССР; Константинов, Борис Александрович, руководитель отделения ВНИИКЭХ; Волколаков, Янис Васильевич, зав. кафедрой Рижского медицинского института; Францев, Вячеслав Иванович, руководитель отделения МОНИКИ имени М. Ф. Владимирского, — за изучение клиники и диагностики пороков сердца у детей раннего возраста, разработку новых методов хирургического лечения и внедрение их в практику
6. Жилевич, Иван Иосифович, Каминскас, Альбинас Ионо, нач. секторов, Чепенко, Виктор Григорьевич, нач. отдела НИИЭКГ; Палеев, Николай Романович, руководитель терапевтической клиники МОНИКИ имени М. Ф. Владимирского; Дмитриев, Георгий Иванович, нач. отделения ГВКГ имени академика Н. Н. Бурденко; Рабкин, Иосиф Хаимович, зав. отделом ВНИИКЭХ; Амброзайтис, Казис Изидоряус, зав. кафедрой ВГУ имени В. С. Капсукаса; Шнейдеров, Мауша Беркович, руководитель отдела НИИ онкологии МЗ Литовской ССР, — за разработку и внедрение в медицинскую практику ЭРГ
7. Алёшин, Борис Сергеевич, зам. директора, Булатов, Константин Павлович, гл. конструктор отдела, Цветов, Леонард Алексеевич, зам. гл. конструктора отдела, Бронштейн, Михаил Наумович, Зуев, Иван Николаевич, нач. управлений, Пустеленин, Леонид Алексеевич, нач. цеха, Тациевский, Всеволод Витальевич, нач. бюро, Тюрин, Николай Иванович, руководитель группы, работники ГАЗ; Балыков, Пётр Семёнович, директор Ульяновского НИПТИМ; Ковалёв, Анатолий Михайлович, нач. отдела, Купоросов, Александр Иванович, ст. мастер Горьковского авиастроительного завода имени С. Орджоникидзе; Храмцов, Пётр Дмитриевич, нач. ГУ МАП СССР, — за разработку и внедрение новых конструкций подъёмно-транспортного оборудования, высокоэффективной комплексной механизации погрузочно-разгрузочных и транспортных работ и за создание высокомеханизированных складов многоцелевого назначения
8. Налётов, Сергей Павлович, гл. конструктор, Антонов, Виктор Давыдович, зам. гл. конструктора, Горожанкин, Евгений Антонович, директор, Чекалин, Борис Семёнович, ст. технолог цеха Коломенского ЗТСС; Борисенко, Сергей Спиридонович, нач. бюро отдела, Дубров, Борис Иванович, руководитель группы отдела КЗТСС имени В. Я. Чубаря; Баранов, Пётр Артемьевич, директор, Игнатов, Сергей Иванович, гл. конструктор Горьковского завода фрезерных станков; Наумов, Анатолий Акимович, гл. инженер, Тув, Александр Меерович, зам. гл. конструктора Новосибирского завода «Тяжстанкогидропресс» имени А. И. Ефремова, — за создание конструкций и оснащение промышленности тяжёлыми и уникальными металлорежущими станками
9. Федоренко, Юлий Сергеевич, бывший нач. ОКБ, Колмогоров, Георгий Дмитриевич, директор, Снедовский, Эдуард Иванович, ст. технолог завода полупроводниковых приборов; Глазков, Илья Михайлович, нач., Кузьмичёв, Геннадий Павлович, ведущий конструктор, Онегин, Евгений Евгеньевич, гл. инженер КБТЭМ (НПО «Планар»); Гольдшер, Абрам Иосифович, ведущий инженер, Швед, Петр Иванович, бывший нач. отдела НИИ, — за разработку технологии, конструкции, материалов, высокопроизводительного сборочного оборудования, организацию массового производства высокочастотных транзисторов в пластмассовом корпусе для радиоэлектронной аппаратуры широкого применения
10. Щербина, Пётр Логвинович, гл. конструктор, Липатов, Пётр Васильевич, зам. гл. конструктора, Попов, Юрий Георгиевич, нач. цеха, Глотов, Владимир Георгиевич, нач. отдела, Киселёв, Валерий Николаевич, зам. гл. конструктора, Трушков, Анатолий Васильевич, нач. отдела НИЦЭВТ; Фёдоров, Алексей Сергеевич, зав. отделением ИУЭМ; Желнов, Вячеслав Григорьевич, нач. отдела НИИ; Бардиж, Всеволод Вианорович, нач. лаборатории ИТМиВТАН имени С. А. Лебедева; Медведев, Владимир Илларионович, директор Кузнецкого механического завода; Бабаин, Владимир Николаевич, ст. инженер Рыбинского ЭТЗ; Горшков, Николай Васильевич, нач. ГУ МРП СССР, — за разработку методов и создание технических средств комплексно-механизированного и автоматизированного технологического процесса для массового производства устройств памяти ЭВМ
11. Чайкин, Пётр Михайлович, руководитель работы, Альтгаузен, Андрей Павлович, Простяков, Александр Александрович, зав. отделами, Эрман, Аркадий Эзрович, Устинов, Виктор Сергеевич, зав. секторами ВНИПКТИЭТО; Ситковский, Измаил Сергеевич, зав. отделом, Тяжельников, Александр Иванович, ст. н. с. ВНИКТИТП; Бербенец, Иван Иванович, гл. энергетик, Евдохин, Алексей Иванович, зам. гл. энергетика, Куценко, Пётр Иванович, гл. инженер, Кротенко, Анатолий Михайлович, нач. лаборатории, Якименко, Николай Саввич, нач. цеха НЮТМЗ имени 50-летия Октябрьской революции, — за создание и внедрение комплекса индукционных установок для прессовых линий при производстве труб и сложных профилей из стали и специальных сплавов
12. Биркенфельд, Всеволод Янович, директор, Видениекс, Пётр Оскарович, нач. отдела, Мальков, Виленин Иванович, бывший зам. директора, Галков, Александр Иванович, нач. цеха, Димбир, Арнольд Янович, Капостиньш, Бруно Аншонович, зам. нач. цеха, Инкенс, Алдонис Карлович, зам. гл. инженера, Коковкин, Пётр Павлович, зам. гл. технолога РГЭТЗ «ВЭФ» имени В. И. Ленина; Семёнов, Борис Сергеевич, гл. инженер ВНИИРВПА имени А. С. Попова; Черняев, Владимир Николаевич, зав. кафедрой МАТИ, — за создание и внедрение системы высокопроизводительного массового производства на заводе ВЭФ
13. Карпов, Евгений Фёдорович, зав. лабораторией ИГД имени А. А. Скочинского; Биренберг, Исаак Эльянович, зав. отделом ГПКНИИАУП; Гусев, Михаил Григорьевич, зав. лабораторией МакНИИ; Кот, Владимир Иванович, директор Конотопского ЭМЗ «Красный металлист», Марченко, Андрей Авдеевич, гл. конструктор лаборатории института «Автоматуглепром» того же завода; Кравченко, Владимир Сергеевич, зав. лабораторией сектора ИФЗАН имени О. Ю. Шмидта; Разгуляев, Евгений Павлович, нач. СКБ Омского ЗЭТП; «Теличко, Эдуард Николаевич, зам. гл. инженера комбината Артёмуголь»; Церанский, Вильям Викторович, механик участка шахты «Кировская» комбината «Донецкуголь»; Конюхов, Александр Иванович, электрослесарь шахты имени В. М. Бажанова комбината «Макеевуголь», — за создание и массовое внедрение на угольных шахтах непрерывно действующей газовой защиты
14. Балахонцев, Геннадий Алексеевич, гл. металлург, Черепок, Геннадий Васильевич, зам. гл. металлурга, Яковлев, Владимир Иванович, гл. инженер, Гецелев, Зиновий Наумович, нач. ЦЛ, Ершова, Антонида Алексеевна, ст. инженер-конструктор цеха, Клемин, Александр Николаевич, литейщик, Нейман, Эльмар Жаннович, ст. мастер отдела Куйбышевского МЗ имени В. И. Ленина; Березин, Леонид Георгиевич, гл. металлург, Сафаров, Георгий Самуилович, гл. инженер, Булгаков, Пётр Лаврентьевич, зам. нач. цеха, Кожеуров, Всеволод Родионович, нач. отдела Белокалитвинского МЗ; Квасов, Фёдор Иванович, нач. гл. металлургического управления, — за разработку и промышленное освоение установок для непрерывного литья алюминиевых сплавов с применением ЭМП для формирования слитка
15. Додока, Владимир Григорьевич, гл. инженер МЗ «Запорожсталь» имени С. Орджоникидзе; Зуев, Борис Петрович, гл. инженер ЖМЗ имени Ильича; Ананьевский, Михаил Григорьевич, гл. инженер Череповецкого МЗ; Кочнев, Михаил Фёдорович, нач. отдела ММК имени В. И. Ленина; Меерович, Исаак Маркович, зав. лабораторией, Рокотян, Сергей Евгеньевич, ст. н. с., Шишкин, Юрий Александрович, зав. группой ВНИПКИММ; Третьяков, Андрей Владимирович, нач. лаборатории, Редькин, Евгений Владимирович, нач. бюро, Авербух, Лазарь Давидович, руководитель группы НИКТИТМ Уралмашзавода имени С. Орджоникидзе; Полухин, Владимир Петрович, профессор МИСиС; Железнов, Юрий Дмитриевич, зав. кафедрой, зав. кафедрой Липецкого филиала МИСиС, — за разработку высокоэффективных систем регулирования профиля валков и модернизацию листовых станов с целью увеличения их производительности, улучшения качества продукции и экономи металла
16. Брежнев, Павел Иванович, нач. участка СУ № 19, Вергасов, Леонид Данилович, горный мастер СУ № 3 Московского ГТГПР; Луговцов, Анатолий Степанович, нач., Ходош, Владимир Александрович, Иванов, Валентин Александрович, гл. специалисты ГПИИ «Метрогипротранс»; Кошелев, Юрий Анатольевич, бывший гл. инженер Главтоннельметростроя; Волков, Мюд Алексеевич, бригадир проходчиков, Бурцев, Павел Семёнович, бывший нач. СМУ № 8 Московского метростроя; Пачулия, Буд Павлович, гл. инженер, Курашвили, Абессалом Иосифович, нач. тоннельного отряда № 5 управления «Тбилтоннельстрой»; Маренной, Яков Ильич, руководитель лаборатории ВНИИТС; Хайдуров, Леонид Константинович, гл. инженер ММЗ, — за разработку и внедрение технологии и проходческого оборудования для сооружения тоннелей различного назначения с монолитно-прессованной бетонной обделкой
17. Мекеницкий, Шимон-Семён Янкелевич, руководитель работы, гл. инженер проекта ГИПТМПХП; Алешков, Александр Петрович, зам. директора СКБ автоматизированных систем УММП; Зайцев, Викентий Петрович, зам. председателя НТС МРХ СССР; Горбатов, Василий Матвеевич, директор ВНИИМП; Григорьев, Владимир Степанович, нач. Калининградского ПУРП СССР; Даник, Степан Александрович, гл. инженер Калининградской базы рефрижераторного флота; Ионов, Алексей Григорьевич, зав. кафедрой Калининградского ТИРПХ; Ниточкин, Александр Ефимович, нач. участка Московского пусконаладочного управления треста «Продмонтаж»; Швачко, Иван Платонович, директор, Бенешюнас, Леонас Петро, бригадир слесарей-сборщиков Калининградского опытного завода промысловой техники; Попырин, Иван Андреевич, бывший гл. инженер Московского рыбообрабатывающего комбината, — за разработку, серийное производство и внедрение в промышленность автоматизированных роторных скороморозильных агрегатов типа МАР и АРСА для замораживания рыбы, мяса и других пищевых продуктов в блоках

- Баранцев, Рэм Георгиевич, математик, — за работы в области аэродинамики
- Бисноват, Матус Рувимович, авиаконструктор
- Лавров, Лев Николаевич, конструктор космической техники

### За учебники
Для высших учебных заведений
1. Шмаков, Павел Васильевич, зав. кафедрой, Кондратьев, Александр Гаврилович, доцент ЛЭИС имени М. А. Бонч-Бруевича, — за учебник «Телевидение» (1970, 3-е издание)
2. Сторожев, Михаил Васильевич, бывший доцент МСИИ; Попов, Евгений Александрович, профессор МВТУ имени Н. Э. Баумана, — за учебник «Теория обработки металлов давлением» (1971, 3-е издание)

Для средней школы
1. Коровкин, Фёдор Петрович, ст. н. с. НИИСМО АПН СССР, — за учебник для 5 класса «История древнего мира» (1971, 11-е издание); Агибалова, Екатерина Васильевна, бывший учитель средней школы № 36, Донской, Григорий Маркович, учитель средней № 27 города Харькова, — за учебник для 6 класса «История средних веков» (1971, 10-е издание)

## 1974

### В области науки
1. Ванюков, Михаил Павлович, Мак, Артур Афанасьевич, нач. отделов, Карапетян, Гарегин Оганесович, Галант, Ефим Исарович, ст. н. с. ГОИ имени С. И. Вавилова; Дианов, Евгений Михайлович, Крюков, Пётр Георгиевич, ст. н. с. ФИАН имени П. Н. Лебедева; Любавский, Юрий Васильевич, зам. нач. ЦКБ, Вершинский, Евгений Альфонсович, нач. производства ЛОМО; Корягина, Елизавета Ивановна, нач. бюро СКТБ, Репин, Борис Николаевич, слесарь ЛЗОС; Скворцов, Борис Васильевич, бывший гл. инженер КБ, — за разработку оптических квантовых генераторов на неодимовом стекле и освоение их серийного производства
2. Викторов, Игорь Александрович, зав. сектором Акустического института; Гуляев, Юрий Васильевич, зам. директора ИРТЭАН; Гуревич, Вадим Львович, зав. сектором ФТИАН имени А. Ф. Иоффе; Пустовойт, Владислав Иванович, нач. лаборатории ВНИИФТРИ, — за цикл исследований по созданию теоретических основ акустоэлектроники
3. Роговин, Захар Александрович, зав. кафедрой МТИ, — за цикл работ по химическим превращениям и модификации целлюлозы
4. Михайлов, Борис Яковлевич, руководитель работы, ст. н. с., Севостьянов, Григорий Николаевич, зав. сектором, Мальков, Виктор Леонидович, Краснов, Иван Матвеевич, ст. н. с. ИВИАН; Корольков, Владимир Александрович, зав. кафедрой, Жмыхова, Инна Ивановна, Медведев, Александр Поликарпович, доценты Высшей школы профдвижения ВЦСПС; Сивачёв, Николай Васильевич, Язьков, Евгений Фёдорович, доценты МГУ имени М. В. Ломоносова; Мостовец, Николай Владимирович, зав. секторм ЦК КПСС; Черкасов, Иван Иванович, ст. н. с. ИФАН; Шишкин, Пётр Александрович — за 2-томную монографию «История рабочего движения в США в новейшее время» (1970—1971)
5. Семёнов, Сергей Аристархович, зав. лабораторией Ленинградского отделения ИААН, — за монографии «Первобытная техника (опыт изучения древнейших орудий и изделий по следам работы)» и «Развитие техники в каменном веке» (1957, 1968)
6. Колосов, Михаил Александрович, руководитель работы, зав. отделом, Арманд, Неон Александрович, зам. директора; Яковлев, Олег Изосимович, зав. лабораторией, Савич, Николай Александрович, Трусов, Борис Прокофьевич, Бакитько, Рудольф Владимирович, Бехтерев, Юрий Иванович, Онищенко, Леонид Васильевич, ст. н. с., Ефимов, Анатолий Иванович, мл. н. с., Васильев, Михаил Борисович, ст. инженер, Штерн, Давид Яковлевич, нач. сектора СКБ, сотрудники ИРТЭАН; Пилат, Анатолий Андреевич, ст. н. с. ИКИАН, — за исследования распространения радиоволн в дальнем космосе с помощью аппаратов типа «Венера», «Марс» и «Луна»
7. Романов, Геннадий Николаевич, 1987 — 2000 годы — начальник Опытной научно-исследовательской станции ПО «Маяк» — за цикл работ в области охраны окружающей среды, за разработку рекомендаций по ведению лесного и сельского хозяйства при радиоактивном загрязнении среды (в составе группы) (1974)

### В области техники
1. Атдаев, Байрам, бывший ст. геолог Шехитлинского участка конторы разведочного бурения № 4; Аширмамедов, Марс, гл. геолог, «Денисевич, Владимир Владимирович, бывший гл. геолог объединения Туркменнефть»; Соколов, Владимир Яковлевич, гл. геолог, Юмашев, Александр Павлович, гл. инженер треста «Туркменгазразведка»; Дурдыев, Аннадурды, нач. партии, Васильев, Иван Васильевич, и. о. гл. геофизика, работники Восточной ГГЭ; Калмыков, Геннадий Николаевич, гл. геофизик управления СЧМ Туркменской ССР; Семенович, Владимир Владимирович, нач. управления МГ СССР; Мильштейн, Дов Маркусович, ст. н. с. ВНИГИ; Амурский, Геннадий Иванович, руководитель лаборатории ВНИИПГ, — за открытие, высокоэффективную разведку и ускоренную подготовку к разработке в условиях Каракумской пустыни уникального месторождения газа Шатлык в Туркменской ССР
2. Альсмик, Пётр Иванович, Дорожкин, Николай Афанасьевич, руководители работы, академики АН БССР, зав. лабораториями, Гончаров, Николай Демьянович, зав. отделом, Адамов, Иосиф Иванович, зав. лабораторией, Пантюхина, Лариса Арсеньевна, Пузанков, Олег Петрович, Семёнова, Ирина Андреенва, Ремнёва, Зоя Ивановна, Купчина, Серафима Николаевна, ст. н. с., Шпилькевич, Михаил Александрович, и. о. ст. н. с., Демидко, Янина Давыдовна, мл. н. с. БелНИИКП; Амбросов, Антон Лаврентьевич, ч.-к. АН БССР, зав. лабораторией БелНИИЗР, — за выведение, размножение и внедрение в производство высокопрдуктивных сортов картофеля
3. Авилова, Ольга Матвеевна, профессор Киевского ГИУВ; Амиров, Фазыл Файзрахманович, зав. кафедрой Ташкентского ГМИ; Богуш, Лев Константинович, д. ч. АМН СССР, зав. отделением ЦНИИТ; Кузьмичёв, Александр Павлович, зам. директора МГИИСП имени Н. В. Склифосовского; Перельман, Михаил Израилевич, руководитель отделения, Королёва, Наталия Сергеевна, ст. н. с. ВНИИКЭХ; Травин, Анатолий Афанасьевич, профессор 1-го ММИ имени И. М. Сеченова; Семененков, Юрий Леонидович, ассистент ЦОЛИУВ, — за разработку и внедрение в клиническую практику хирургических операций на трахее и бронхах
4. Сиваш, Константин Михайлович, руководитель работы, Гурьев, Валентин Николаевич, руководители отдела; Панова, Мария Ивановна, руководитель клиники; Ковалёв, Анатолий Андреевич, инженер-механик ОЭП; Гусев, Евгений Михайлович, нач. цеха ЦИТО имени Н. Н. Приорова, — за создание и внедрение в медицинскую практику искусственного титано-кобальтового тазобедренного сустава (системы К. М. Сиваша)
5. Андронов, Александр Фёдорович, бывший гл. конструктор, Чарноцкий, Игорь Константинович, гл. конструктор, Кирсанов, Борис Дмитриевич, зам. гл. конструктора, Коломников, Валентин Петрович, директор, Чепурной, Константин Артемьевич, гл. технолог, Хина, Михаил Львович, гл. металлург, Позднеев, Виктор Тимофеевич, гл. инженер, Черномордик, Георгий Ефимович, зам. гл. инженера, Окунев, Игорь Иванович, руководитель группы отдела АЗЛК; Ферин, Михаил Алексеевич, директор, Бойчев, Игорь Николаевич, зам. директора УМСЗ, — за разработку и внедрение высокомеханизированного и автоматизированного производства семейства автомобилей «Москвич» на АЗЛК
6. Варзанов, Михаил Андреевич, зав. лабораторией, Рыбаков, Владимир Алексеевич, зам. директора, Филоненко-Бородич, Нина Евгеньевна, зав. сектором, Дукаревич, Яков Зиновьевич, ст. мастер опытного завода, работники ВННИАШ; Ковальчук, Юрий Матвеевич, бывший нач. цеха, Шпотаковский, Дмитрий Фёдорович, гл. конструктор, Лощилин, Валерий Борисович, зам. нач. цеха, Лысанов, Владислав Сергеевич, бывший гл. инженер, Сафонов, Виктор Кузьмич, бригадир слесарей ЛАЗ «Ильич»; Рудаков, Николай Петрович, директор 4-го подшиникового завода; Слесарев, Владислав Николаевич, зав. лабораторией ИФВДАН, — за разработку новой технологии производства и широкое внедрение в народное хозяйство инструментов из особо твёрдых материалов для обработки быстрорежущих, нержавеющих, жаропрочных и других труднообрабатываемых сталей и сплавов
7. Великосельский, Николай Дмитриевич, руководитель работы, гл. конструктор, Берхин, Иосиф Моисеевич, Сабуров, Карл Васильевич, нач. отделов, Подбельцев, Виктор Иванович, директор, Антонов, Владимир Иванович, ст. строитель, Виноградов, Сергей Сергеевич, бывший гл. инженер Севастопольского морского завода имени С. Орджоникидзе; Пейрос, Виталий Феликсович, зам. нач. отдела КБ; Азовцев, Александр Алексеевич, директор НИИ; Чувиковский, Георгий Сергеевич, нач. отделения ЦНИИ имени академика А. Н. Крылова; Хорошилкин, Лениан Леонидович, гл. инженер завода «Динамо» имени С. М. Кирова; Наджарян, Константин Арсенович, гл. инженер ГУ МТС СССР; Мардань, Евгений Антонович, гл. механик ЧМП, — за создание отечественного тяжёлого морского плавкраностроения на базе семейства высокоэффективных самоходных плавучих кранов «Черноморец» и «Богатырь» многоцелевого назначения
8. Шендлер, Юлий Иванович, руководитель работы, нач. ВГПХО по производству приборов контроля и регулирования технологических процессов; Аузан, Роальда Адольфовна, зав. лабораторией, Живов, Николай Павлович, Николаев, Сергей Алексеевич, зав. отделами ГВЦНИИКА; Балушкин, Константин Степанович, гл. конструктор, Козобродов, Валерий Александрович, гл. инженер, Иванов, Николай Анатольевич, нач. бюро, Фосс, Альберт Робертович, ст. мастер Усть-Каменогорского завода приборов; Барыкин, Николай Александрович, Виробьян, Акоп Оганесович, зав. лабораториями, Шабанов, Рудольф Борисович, зав. отделом ГНИИТЭП; Матвеев, Юрий Семёнович, зам. гл. инженера дизельного завода «Двигатель Революции», — за разработку и внедрение агрегатного функционально-аппаратурного комплекса пневматических средств «Центр» для построения АСУ технологическими процессами
9. Бердичевский, Георгий Александрович, директор, Ёлкин, Сергей Николаевич, гл. инженер, Романов, Юрий Васильевич, гл. технолог Новочеркасского ЭСЗ; Бондаренко, Евгений Михайлович, зав. отделом, Попов, Вячеслав Иванович, гл. конструктор проекта, Свердлов, Виктор Яковлевич, зам. зав. отделом ВНИПКТИЭС; Ефремов, Иван Семёнович, зав. кафедрой, Минов, Дмитрий Константинович, профессор, Тулупов, Виктор Дмитриевич, доцент МЭИ; Лисицын, Александр Леонидович, ст. н. с. ВНИИЖДТ; Головатый, Александр Терентьевич, зам. министра, Никифоров, Борис Данилович, гл. инженер ГУ МПС СССР, — за разработку конструкции, освоение серийного производства и организацию эксплуатации 8-осных магистральных электровозов переменного тока типа ВЛ 80Т с автоматическим электрическим торможением
10. Лунин, Глеб Леонидович, Черноротов, Евгений Самуилович, нач. секторов, Осташенко, Владимир Фёдорович, зав. лабораторией ИАЭ имени И. В. Курчатова; Стекольщиков, Василий Васильевич, гл. конструктор, Денисов, Владимир Павлович, зам. гл. конструктора ОКБ «Гидропресс»; Горелов, Николай Иванович, нач. цеха Подольского МСЗ имени С. Орджоникидзе; Кантиев, Николай Михайлович, гл. инженер КБ ПО; Воронин, Леонид Михайлович, гл. инженер ГУ МЭЭ СССР; Сухов, Андрей Борисович, зам. гл. инженера ВГПИ «Теплоэлектропроект»; Верховых, Пётр Михайлович, ст. инженер ГКИАЭ; Калашников, Владлен Константинович, зам. директора ВНИИЭМ; Глушков, Александр Тимофеевич, гл. конструктор Ижорского завода имени А. А. Жданова, — за создание серии реакторных установок ВВЭР-440 для АЭС
11. Лацкой, Вениамин Исаакович, директор, Первухин, Павел Иванович, зам. директора, Наумов, Владимир Васильевич, Жегалин, Ярослав Александрович, гл. конструкторы проекта, Мальцев, Александр Михайлович, зав. отделом, Коротких, Николай Александрович, слесарь-сборщик НИПКИГОМ; Шиповалов, Геннадий Михайлович, директор Благовещенского завода «Амурский металлист»; Плеханов, Георгий Валентинович, зам. гл. инженера Высокогорского рудоуправления НТМК имени В. И. Ленина; Саввин, Виктор Дмитриевич, гл. инженер, Коврига, Илья Иванович, подземный проходчик, Обухов, Василий Арсеньевич, гл. механик рудника, работники ДВГМК имени В. И. Ленина, — за создание, освоение серийного производства и широкое промышленное внедрение нового высокопроизводительного оборудования для комплексной механизации проведения восстающих выработок в горнорудной промышленности
12. Антонов, Сергей Павлович, бывший гл. инженер ГУ МЧМ СССР; Галкин, Дмитрий Прохорович, директор, Васильев, Фёдор Борисович, нач. цеха, Пашков, Михаил Борисович, мастер цеха ММК имени В. И. Ленина; «Лапшин, Вячеслав Гаврилович, нач. цеха, Демьяненко, Виталий Николаевич, зам. нач. отдела завода Хроматрон»; Зайцев, Анатолий Петрович, Маренников, Александр Акимович, гл. конструкторы проекта отделений, Алисов, Сергей Егорович, бригадир слесарей-сборщиков ВНИПКИММ; Залавин, Юрий Алексеевич, ст. н. с., Пименов, Александр Фёдорович, бывший нач. отдела ЦНИИЧМ имени И. П. Бардина; Русанов, Виктор Иванович, гл. конструктор Магнитогорского ГИПМЗ, — за разработку технологии и создание оборудования для получения кинескопной стали
13. Мурашов, Виктор Дмитриевич, руководитель работы, директор, Толстогузов, Анатолий Дмитриевич, гл. инженер, Чермак, Лев Леонтьевич, Сметанин, Валерий Николаевич, Чернышёв, Дмитрий Петрович, нач. цехов, Лозовский, Борис Николаевич, зам. нач. цеха, Петров, Евгений Петрович, бывший нач. цеха, Тюрин, Юрий Максимович, ст. горновой цеха комбината «Южуралникель»; Шереметьев, Сергей Дмитриевич, директор, Пришлецов, Дмитрий Васильевич, гл. инженер проекта института «Гипроникель»; Резников, Иосиф Давидович, ст. н. с. ГНИИЦМ; Доброхотов, Григорий Николаевич, профессор ЛГИ имени Г. В. Плеханова, — за разработку и внедрение на комбинате «Южуралникель» новой технологии в производстве никеля и кобальта с применением кислорода, автоклавного и сорбционного процессов
14. Тарасов, Василий Семёнович, руководитель работы, директор, Махнев, Иван Фёдорович, нач. лаборатории, Петров, Альберт Иванович, зам. гл. инжегнера, Кислов, Михаил Андреевич, нач. отдела Ижевского МЗ имени 50-летия СССР; Зайцев, Михаил Леонидович, ст. н. с. ЦНИИЧМ имени И. П. Бардина; Мухин, Игорь Константинович, зам. гл. инженера, Емельянов, Юрий Михайлович, нач. отдела ГИМЗ; Магазинер, Владимир Викторович, Подгаецкий, Александр Иванович, ст. н. с. ВНИПКИММ; Панасенко, Станислав Павлович, зав. лабораторией Магнитогорского НИИМП; Земцов, Сергей Тимофеевич, нач. Омутнинского МЗ; Киреев, Иван Никитич, гл. инженер Череповецкого СПЗ, — за создание отечественного произвордства стальных фасонных профилей высокой точности и разработку высокоэффективной технологии и оборудования для их изготовлеия
15. Бунин, Григорий Борисович, гл. инженер проекта Ленинградского отделения «Цниипроектстальконструкция»; Кочетов, Борис Васильевич, зам. нач. Главволговятскстроя; Юферов, Геннадий Семёнович, бригадир монтажников 1-го Горьковского СМУ треста «Волгостальконструкция»; Клевцов, Константин Владимирович, нач. отдела треста «Оргтехстрой»; Онуфриев, Александр Иванович, бывший гл. инженер проектного института «Промстальконструкция»; Сычёв, Александр Сергеевич, нач. Чельнинского СМУ треста «Стальконструкция»; Костин, Юрий Петрович, управляющий трестом № 7 «Автозаводстрой»; Орлов, Александр Сергеевич, нач. ГУ, Солоденников, Леонид Дмитриевич, зам. министра МИССР СССР; Гадоев, Шавки, бригадир комплексной бригады СМУ № 2, Раджабов, Назир Раджабович, управляющий трестом № 163 МС Узбекской ССР; Фадеев, Михаил Григорьевич, гл. инженер треста № 93 ММССР Узбекской ССР, — за разработку и внедрение в строительство конвейерного способа сборки и крупноблочного монтажапокрытий промышленных зданий
16. Вершинин, Станислав Семёнович, бывший гл. конструктор рыбопромысловых судов, Зимаков, Сергей Матвеевич, бывший гл. инженер проекта плавзаводов, Карелина, Лидия Викторовна, гл. технолог, Гринко, Евгений Прокопьевич, директор, работники ГИПРП; Шушеров, Александр Алексеевич, гл. конструктор, Панфёров, Борис Алексеевич, ведущий инженер ЦКБ промыслового судостроения; Виницкий, Исай Григорьевич, бывший гл. строитель, Горбунов, Владимир Иванович, бригадир слесарей-монтажников, Проворов, Александр Александрович, бывший нач. участка цеха, работники Ленинградского адмиралтейского объединения; Старжинский, Владимир Флорианович, гл. инженер ГУ «Дальрыба»; Дроздов, Михаил Иванович, нач. управления МРХ СССР; Цветиков, Николай Петрович, капитан-директор плавзавода «Иероним Уборевич», — за создание плавучих рыбоконсервных заводов типа «Кораблестроитель Клопотов» проекта 398, организацию их серийной постройки и внедрение в эксплуатацию

- Бабаян, Борис Арташесович
- Бибилашвили, Юрий Константинович
- Горынин, Игорь Васильевич
- Ефимов, Георгий Сергеевич, конструктор, — за создание самоходных установок с артиллерийскими, зенитно-ракетными и инженерными войсковыми системами (2С3 «Акация», 2С4 «Тюльпан», 2С5 «Гиацинт», 9С18 «Купол», гусеничный минный заградитель и др.)
- Потёмкин, Юрий Павлович, гл. инженер МЭЛЗ, — за разработку и серийное освоение систем ракетного наведения
- Тихоновский, Алексей Лаврентьевич, учёный в области вакуумной металлургии
- Челомей, Владимир Николаевич, учёный в области механики

### За учебники
Для высших учебных заведений
1. Курош, Александр Геннадьевич — за учебник «Курс высшей алгебры» (1971, 10-е издание), посмертно
2. Орлин, Андрей Сергеевич, Крутов, Виталий Иванович, зав. кафедрами, Вырубов, Дмитрий Николаевич, Роганов, Сергей Георгиевич, Круглов, Михаил Георгиевич, профессора МВТУ имени Н. Э. Баумана, — за 4-томный учебник «Двигатели внутреннего сгорания» (1970—1973, 3-е издание)

Для средней школы
1. Цветков, Леонид Александрович, ч.-к. АПН СССР, зав. лабораторией НИИСМО АПН СССР, — за учебник «Органическая химия» (1972, 10-е издание)

## 1975

### В области науки
1. Флёров, Георгий Николаевич, руководитель работы, директор, Волков, Вадим Васильевич, Тер-Акопьян, Гурген Мкртычевич, нач. секторов, Оганесян, Юрий Цолакович, Карнаухов, Виктор Александрович, нач. отделов, Михеев, Всеволод Леонидович, Пасюк, Анатолий Степанович, ст. н. с., Лобанов, Юрий Владимирович, Петров, Леонид Алексеевич, Белов, Валерий Захарович, н. с., Плотко, Василий Максимович, бригадир слесарей лаборатории ОИЯИ; Маков, Борис Николаевич, ст. н. с. ИАЭ имени И. В. Курчатова, — за цикл работ по синтезу и изучению свойств атомных ядер и границ ядерной устойчивости
2. Каплянский, Александр Александрович, зав. лабораторией, Медведев, Владимир Николаевич, мл. н. с. ФТИ им. Иоффе; Феофилов, Пётр Петрович, ч.-к. АН СССР, нач. лаборатории ГОИ имени С. И. Вавилова, — за цикл работ по созданию нового оптического метода исследования сложных примесных центров и дефектов в кристаллах (1953—1972)
3. Вонсовский, Сергей Васильевич, председатель президиума УНЦАН СССР, — за монографии «Магнетизм» (1971) и «Магнетизм микрочастиц» (1973)
4. Степанов, Сергей Александрович, ст. н. с. МИАН имени В. А. Стеклова, — за цикл работ «Элементарный метод оценок сумм характеров и рациональных тригонометрических сумм с простым знаменателем» (1969—1973)
5. Коробейников, Виктор Павлович, Кочина, Нина Николаевна, ст. н. с. МИАН имени В. А. Стеклова; Чушкин, Павел Иванович, ст. н. с. ВЦ АН СССР; Мельникова, Нина Сергеевна — за цикл исследований по теории точечного взрыва
6. Веневцев, Юрий Николаевич, зав. лабораторией НИИФХИ имени Л. Я. Карпова; Желудев, Иван Степанович, Шувалов, Лев Александрович, зав. лабораториями ИКАН имени А. В. Шубникова; Исупов, Владислав Александрович, ст. н. с. ФТИ им. Иоффе; Фесенко, Евгений Григорьевич, зав. кафедрой РГУ; Климов, Всеволод Валентинович, зам. директора ВНИИРХММЭТ, — за цикл работ по кристаллографии и кристаллохимии сегнетоэлектриков
7. Коржинский, Дмитрий Сергеевич, директор, Жариков, Вилен Андреевич, ч.-к. АН СССР, зам. директора, Маракушев, Алексей Александрович, ст. н. с., Перчук, Леонид Львович, зав. лабораторией ИЭМАН, — за разработку теории и методов физико-химического анализа парагенезисов минералов горных пород и руд
8. Поляков, Григорий Израилевич, бывший руководитель лаборатории Института мозга АМН СССР, — за цикл работ по изучению нейронной организации мозга человека и животных (1964—1973)
9. Скулачёв, Владимир Петрович, ч.-к. АН СССР, зав., Ясайтис, Антанас Антанович, зам. зав. межфакультетной лабораторией биоорганической химии МГУ имени М. В. Ломоносова; Либерман, Ефим Арсеньевич, ст. н. с., Цофина, Лилия Мироновна, мл. н. с. ИППИАН, — за экспериментальное доказательство новой функции белков как молекулярных генераторов электрического тока
10. Бакланова, Ираида Алексеевна, Семёнова, Лидия Николаевна, мл. н. с.; Дякин, Валентин Семёнович, Степанов, Захарий Васильевич, Дзенискевич, Андрей Ростиславович, Крузе, Эльза Эдуардовна, Потолов, Сергей Иванович, Шустер, Ура Абрамович, ст. н. с. ЛО Института истории СССР; Миронченкова, Зинаида Сергеевна, зав. отделом Ленинградского обкома КПСС; Ваксер, Александр Завельевич, доцент ЛГПИ имени А. И. Герцена; Ежов, Виктор Анатольевич, зав. кафедрой ЛГУ имени А. А. Жданова; Лейберов, Игорь Павлович, зав. кафедрой ВПСШК ВЦСПС, — за научный труд «История рабочих Ленинграда. 1703—1965» (1972)

### В области техники
1. Мельдер, Адольф Эдуардович, руководитель работы, академик ВАСХНИЛ, директор Эстонского НИИЖиВ; Вальдман, Эльмар-Антс Карлович, зам. директора, Вахер, Лео Фридрихович, Лаанмяэ, Вамболе Эдуардович, зав. отделами, Мянник, Харальд Александрович, директор опорно-показательного совхоза «Вильянди»; Парик, Хейно Хансович, директор опорно-показательного совхоза «Тарту» имени 50-летия СССР, — за разработку и внедрение прогрессивной технологии в мясном и молочном животноводстве на примере ЭССР
2. Вороницын, Константин Иванович, директор, Фёдоров, Юрий Михайлович, зам. нач. СКБ, Стефанов, Олег Александрович, нач. отдела СКБ ЦНИПКИМЭЛП; Усенко, Николай Афанасьевич, нач., Скиба, Иван Антонович, гл. инженер, Кожевников, Пётр Александрович, нач. отдела, Пахомов, Пётр Михайлович, тракторист-оператор Новокузнецкого ЛПХ, работники Красноярского ГПХОЛП; Герцог, Евгений Викторович, директор, Ливкин, Виталий Дмитриевич, гл. конструктор, Полетайкин, Владимир Фёдорович, зам. гл. конструктора Красноярского завода лесного машиностроения; Давыденко, Валентин Александрович, нач. сектора СКБ «Лесмаш»; Ермаков, Михаил Григорьевич, ст. н. с. СибНИИЛП, — за разработку и широкое внедрение в промышленность высокоэффективной технологии лесозаготовок с отделением трелёвки леса от погрузки на базе челюстных лесопогрузчиков перекидного типа
3. Краснов, Михаил Михайлович, руководитель работы, ч.-к. АМН СССР, директор ВНИИГБ; Ерошевский, Тихон Иванович, ч.-к. АМН СССР, зав. кафедрой КМИ имени Д. И. Ульянова; Нестеров, Аркадий Павлович, зав. кафедрой 2 ММИ имени Н. И. Пирогова, — за цикл исследований по микрохирургии глаукомы и её патогенетическому обоснованию
4. Савельев, Виктор Сергеевич, д. ч. АМН СССР, зав. кафедрой 2 ММИ имени Н. И. Пирогова; Краковский, Николай Иванович, ч.-к. АМН СССР, зав. кафедрой Института хирургии имени А. В. Вишневского АМН СССР; Покровский, Анатолий Владимирович, руководитель отделения ИССХ имени А. Н. Бакулева; Князев, Марат Дмитриевич, руководитель отделения ВНИИКЭХ; Филатов, Антонин Николаевич, д. ч. АМН СССР, — за разработку и внедрение в клиническую практику восстановительных и пластических операций на аорте и её ветвях
5. Баранаускас, Кестутис Эдвардович, нач. отдела, Дзидоликас, Кестутис-Йонас Петрович, директор, Кайрис, Арунас Эдмундо, зам. гл. инженера, Петрейкис, Томас Антанович, гл. конструктор, Лазенас, Леонас-Гитис Броняус, гл. метролог, Мальков, Юрий Владимирович, гл. технолог, Блюджюс, Витаутас Юозо, Садаускас, Йонас-Альгирдас Пятро, нач. лабораторий, Жутаутас, Неримантас Владо, нач. цеха, работники ССЗ имени Ф. Э. Дзержинского; Кашепава, Моисей Яковлевич, зав. лабораторией ЭНИИМС; Подлазов, Сергей Сергеевич, нач. ОКБ по проектированию средств автоматизации и контроля и электроэрозионного оборудования, — за создание и внедрение в производство комплекса особо точного оборудования для координатной обработки
6. Никитин, Борис Дмитриевич, руководитель работы, зав. отделом, Авдулов, Андрей Николаевич, Залкинд, Любовь Ильинична, зав. лабораториями, Нечецкий, Борис Давидович, зам. зав. отделом, Карпов, Владимир Иванович, Кошлев, Сергей Васильевич, ст. инженеры, Буслаев, Виктор Георгиевич, гл. инженер завода «Станкоконструкция», работники ЭНИИМС; Шилова, Екатерина Афанасьевна, руководитель бюро отдела Московского ЗКРС; Бржезинский, Мечислав Леонтьевич, ст. н. с., Каяк, Леонид Карлович, руководитель отдела ВНИИМ имени Д. И. Менделеева; Владзиевский, Александр Павлович, Махров, Николай Иванович, слесарь-механик, — за создание, освоение производства и внедрение в промышленность образцовых и особо точных штриховых мер длины и комплекса уникального оборудования для их изготовления и аттестации
7. Артцвенко, Леон Николаевич, зам. зав. отдело;, Тюрев, Михаил Александрович, директор; Буров, Александр Николаевич, бывший гл. инженер; Яшин, Яков Иванович, Второв, Борис Григорьевич, Ильин, Эдуард Викторович, зав. отделами; Заходский, Лев Васильевич, Люлина, Валентина Михайловна, зав. секторами; Калмановский, Владимир Ильич, гл. конструктор; Савинов, Юрий Семёнович, гл. инженер, Савинов, Игорь Михайлович, зам. зав. отделом; Седов, Николай Александрович, радиомонтажник, работники Дзержинского филиала ОКБ автоматики, — за разработку, освоение серийного выпуска и внедрение в народное хозяйство аналитических газовых хроматографов «Цвет»
8. Герр, Отто Робертович, гл. инженер Тираспольского завода электромашин; Горягин, Владимир Фёдорович, зав. сетором, Збарский, Леонид Александрович, гл. конструктор, Жабров, Михаил Григорьевич, зав. группой, Коробов, Владимир Кузьмич, зав. лабораторией, Кубрак, Анатолий Иванович, зам. директора, Ширнин, Иван Григорьевич, Шубин, Анатолий Кириллович, зав. отделами, работники ВНПКТИ взрывозащищённого и рудничного электрооборудования; Ильин, Александр Матвеевич, директор Первомайского ЭМЗ имени К. Маркса; Сидорович, Владимир Григорьевич, нач. управления МУП СССР; Смаль, Виктор Григорьевич, гл. конструктор Харьковского ЭМЗ имени 50-летия Великой Октябрьской социалистической революции; Тарасюк, Адольф Андреевич, зам. гл. инженера Сибирского ЗТМ, — за создание и внедрение в производство серии взрывонепроницаемых (взрывобезопасных) асинхронных электродвигателей мощностью от 100 до 2 000 кВт для угольной, химической, нефтеперерабатывающей и других отраслей промышленности
9. Головин, Алексей Иванович, гл. конструктор проекта, Леухин, Юрий Викторович, гл. инженер, работники ЦКБ, Лыхин, Юрий Михайлович, гл. строитель проекта, Потапов, Пётр Павлович, директор, Полевщиков, Фёдор Сидорович, бригадир судовых сборщиков, работники Тюменского ССЗ; Кухто, Николай Кузьмич, зам. гл. конструктора ПБ турбостроения; Цыбань, Николай Григорьевич, директор завода, Моргулёв, Григорий Абрамович, ст. мастер цеха ГСПТ передвижных электростанций; Осмоловский, Александр Николаевич, управляющий Магаданским РЭУ; Маланченко, Лаврентий Петрович, нач. управления МСП СССР; Будённый, Владимир Николаевич, зам. МЭЭ СССР; Цыганков, Пётр Иосифович, инженер-судостроитель, — за комплекс работ по созданию, освоению и применению газотурбинных плавучих электростанций «Северное сияние» в решении проблемы энергоснабжения отдалённых районов Северо-Востока СССР
10. Виноградов, Василий Иванович, генеральный директор объединения МЭЛЗ; Бродский, Соломон Исаакович, Пухов, Валерий Георгиевич, Хаскович, Леонид Львович, Курыгин, Евгений Тихонович, нач. отделов ОБКМ; Украинский, Александр Михайлович, нач. отдела ОКБ, работники МЗЭВП; Илюшин, Сергей Васильевич, зам. министра электронной промышленности; Босина, Людмила Ивановна, нач. отдела завода «Хроматрон»; Безсалько, Роберт Максимович, бывший гл. инженер, Силич, Николай Михайлович, бригадир слесарей-сборщиков завода электронного машиностроения; Ковалёв, Алексей Александрович, инженер-электрик, Мишустин, Александр Терентьевич, наладчик, — за разработку, изготовление и ввод в эксплуатацию первого в стране комплекса автоматизированного технологического оборудования промышленного производства цветных кинескопов
11. Авраменко, Олег Иванович, нач. шахтостроительного управления № 4, Бубнов, Василий Иванович, бригадир проходчиков шахты «Западно-Донбасская» № 16/17 комбината «Днепрошахтострой»; Войтович, Иван Дмитриевич, нач. участка шахты «Степная»; Глуходед, Иван Максимович, бригадир рабочих очистного забоя, Шатов, Георгий Васильевич, гл. инженер шахты «Юбилейная»; Козырев, Василий Никифорович, пом. гл. механика шахты «Терновская»; Макагон, Анатолий Иванович, бригадир проходчиков шахты «Павлоградская», Маросин, Пётр Ильич, управляющий, работники треста «Павлодаруголь»; Гришко, Николай Трофимович, зав. лабораторией ДГИ имени Артёма; Пиньковский, Глеб Станиславович, директор, Мочков, Владимир Сергеевич, зам. гл. инженера ГПИ по проектированию шахт, — за высокоэффективное промышленное освоение нового угольного месторождения Западного Донбасса с особо сложными горно-геологическими условиями
12. Антипин, Вадим Григорьевич, бывший нач. сталеплавильного производства, Сарычев, Валентин Фёдорович, нач. лаборатории, Снегирёв, Юрий Борисович, нач. цеха, Плошкин, Валерий Сергеевич, ст. мастер ММК имени В. И. Ленина; Ефимов, Лев Матвеевич, зав. лабораторией ЦНИИЧМ имени И. П. Бардина; Бородулин, Анатолий Иванович, бывший директор, Коновалов, Игорь Михайлович, гл. инженер, Красовицкий, Владимир Иолевич, нач. цеха, Мокрушин, Константин Дмитриевич, пом. нач. цеха ЧМЗ имени 50-летия СССР; Козлов, Лев Иванович, зам. гл. инженера ГСИ по проектированию агрегатов сталелитейного и прокатного производства для чёрной металлургии; Лоторев, Николай Дмитриевич, бывший нач. отдела ГИПМЗ; Трубецкой, Кирилл Михайлович — за создание, освоение и внедрение в металлургическую промышленность двухванных сталеплавильных печей и технологии выплавки стали в них
13. Вдовиченко, Вадим Всеволодович, гл. специалист, Матвеев, Станислав Борисович, гл. инженер, Кайнарбаев, Арыстан Сайлаубаевич, руководитель группы, Кацев, Владимир Зеликович, руководитель архитектурно-конструкторской мастерской, сотрудники ГПИ «Алмаатагипрогор»; Лебедихин, Всеволод Андреевич, управляющий, Яглинский, Борис Павлович, гл. инженер, Хачатуров, Грач Акопович, зам. гл. инженера треста «Мостопомдорстрой»; Лихтенштейн, Эдуард Лазаревич, доцент КазПИ имени В. И. Ленина; Гончаров, Леонид Борисович, министр автомобильных дорог КССР; Жуков, Леонид Георгиевич, зав. отделом ЦК КП Казахстана, — за создание высокогорного СК Медео
14. Плоткин, Лев Львович, руководитель работы, нач. производства, Михайлова, Ольга Федотовна, директор ЛПТГО «Север»; Лебедев, Лев Валерьевич, зам. нач. кафедры ВМА имени С. М. Кирова; Доброва, Наталья Борисовна, руководитель лаборатории ИССХ имени А. Н. Бакулева АМН СССР; Мовшович, Илья Аронович, Буренин, Павел Иванович, зав. лабораториями ЦИТО имени Н. Н. Приорова; Филатов, Владимир Николаевич, бывший генеральный директор ЛГПХО трикотажной промышленности, — за создание, разработку технологии и промышленное изготовление специальных текстильных изделий медицинского назначения

- Иванов, Евгений Алексеевич
- Ильинский, Юрий Анатольевич, Фистуль, Виктор Ильич, физики
- Манучаров, Андрей Арсенович, заслуженный лётчик-испытатель СССР
- Маргелов, Василий Филиппович, командующий ВДВ — в области машиностроения[3]
- Никифоров, Александр Сергеевич, химик
- Пурцен, Рудольф Янович, — за создание комплекса 9М113 «Конкурс»
- Решетников, Валентин Иванович, конструктор ракетной техники
- Романов, Юрий Александрович
- Сахаров, Борис Андреевич (посмертно)
- Сухой, Павел Осипович (посмертно), авиаконструктор
- Тихонов, Василий Петрович, конструктор стрелкового вооружения
- Шипунов, Аркадий Георгиевич
- Зажигин, Александр Сергеевич, директор завода ОКБ Сухого, — за работу в области авиационной техники.

### За учебники
Для высших учебных заведений
1. Понтрягин, Лев Семёнович, зав. отделом МИАН имени В. А. Стеклова, — за учебник «Обыкновенные дифференциальные уравнения» (1974, 4-е издание)
2. Стручков, Виктор Иванович, д. ч. АМН СССР, зав. кафедрой 1 ММИ имени И. М. Сеченова, — за учебник «Общая хирургия» (1972, 3-е издание)

Для средних специальных учебных заведений
1. Баркан, Виталий-Яков Фишелевич, Жданов, Василий Константинович, бывшие преподаватели МАПТ имени С. Орджоникидзе, — за учебник «Радиоприёмные устройства» (1972, 4-е издание)